# Drogue
Ne doit pas être confondu avec drogue (jeu) ou drogue végétale.

Graphique montrant le classement des préjudices de la drogue pour 19 drogues récréatives courantes d'après une enquête de 2011 auprès de 292 experts cliniques en Écosse (voir aussi à ce sujet : Classification des psychotropes).

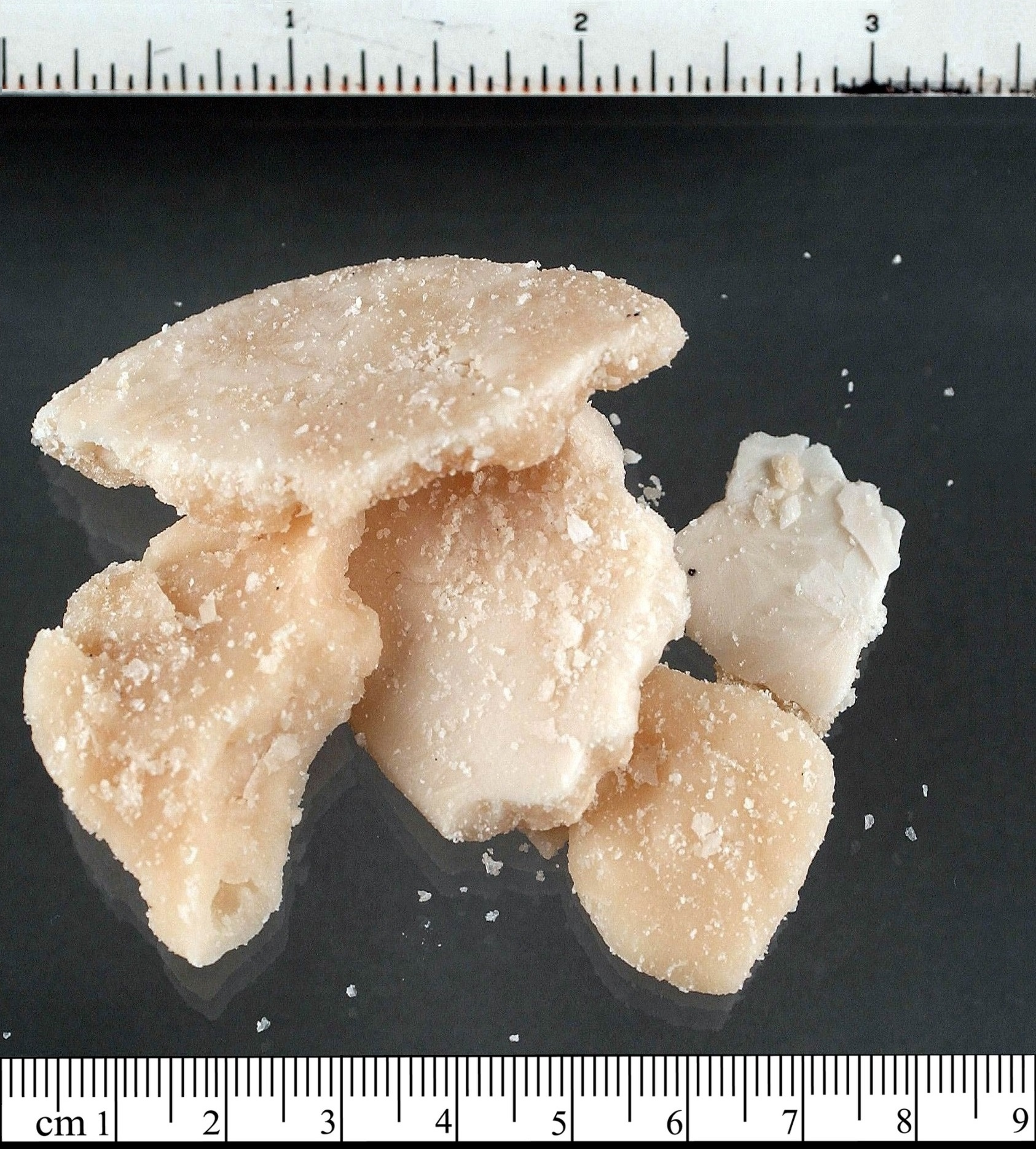
Roche de cocaïne (ou « crack »), une substance considérée comme un stupéfiant.

Une drogue est un composé chimique, biochimique ou naturel, capable d'altérer une ou plusieurs activités neuronales et/ou de perturber les communications neuronales. La consommation de drogues par l'homme – afin de modifier ses fonctions physiologiques ou psychiques, ses réactions physiologiques et ses états de conscience – n'est pas récente. Certaines drogues peuvent engendrer une dépendance physique ou psychologique. L'usage de celles-ci peut avoir pour conséquences des perturbations physiques ou mentales. Pour désigner les substances ayant un effet sur le système nerveux, il est plus généralement question de psychotrope.
Le terme « drogue » recouvre essentiellement deux aspects : la nature des effets biologiques que la drogue induit d'une part et, d'autre part, les rapports que celui qui la consomme entretient avec elle. Il faut qu'un composant chimique donné soit consommé pour qu'il puisse répondre à l'appellation de « drogue ». Le mode et la fréquence de consommation influe directement sur l'accoutumance ou la dépendance au produit.
Un système de régulation de la production, du commerce et de la consommation des drogues a été mis en place au cours du XXe siècle. Les règles édictées par les États tiennent compte des implications politiques, sociales et sanitaires de la consommation de drogues et déterminent la réglementation de leur usage ou leur interdiction. Une politique de prohibition plus ou moins généralisée a également été mise en place pour les produits stupéfiants. La législation mise en place permet donc elle aussi de préciser la notion de drogue.
De façon plus générale, toute chose ou situation faisant l'objet d'une addiction est souvent appelée « drogue ».

## Étymologie
L'étymologie du terme est imprécise.
Le lexicographe espagnol Federico Corriente-Córdoba documente dès le XVe siècle la racine arabe-andalouse {ḥṭr} (qu'il est possible de transcrire approximativement comme حطروكة ou hatruka) comme ayant été romanisée en « adroqua » puis « (a)drogua » dans le nord-est de la péninsule ibérique. Au XVIe siècle, le terme néerlandais « droog » (« matière sèche ») est documenté,.
Pour Claude Saumaise et Gilles Ménage ce mot dérive de « droga » fait à partir du persan « droa » (« odeur aromatique »). Certains pensent que ce mot pourrait venir aussi de l'hébreu « rakab » (« parfum ») ou de l'arabe « drâwa » (« balle de blé »).

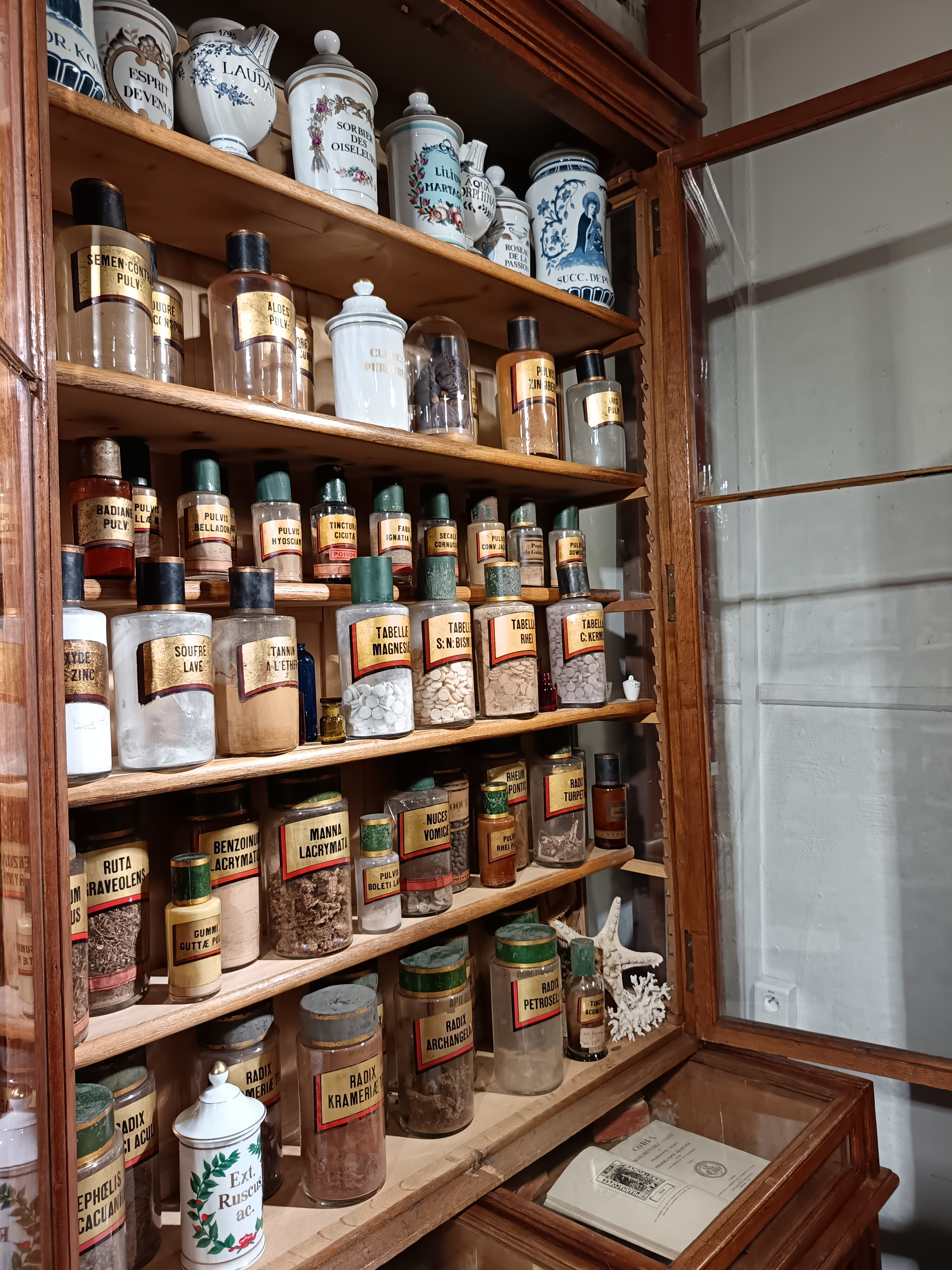
Matières premières de "drogues" en médecine. Droguier de l'université Lyon 1.

En 1752, dans le Dictionnaire de Trévoux, le terme drogue est défini comme « un terme général de marchandise d'épicerie de toute sorte de nature, et surtout des pays éloignés, lesquelles servent à la médecine, aux teintures et aux artisans ». Selon ce dictionnaire, le terme désigne aussi « des choses de peu de valeur qu'on veut mettre en commerce ». Les drogues étaient donc des matières premières (plantes exotiques, c’est-à-dire épices, produits pharmaceutiques ou autres) mises en vente par les herboristeries et les drogueries. Pour l'Académie nationale de pharmacie, une drogue est tout produit ayant quelque propriété médicamenteuse, employé à l'état brut, tel qu'il existe dans la nature, ou après des opérations matérielles qui n'exigent aucune connaissance pharmaceutique. Selon l'origine de la drogue, il sera question de drogue végétale ou de drogue animale.

## Notions intégrées

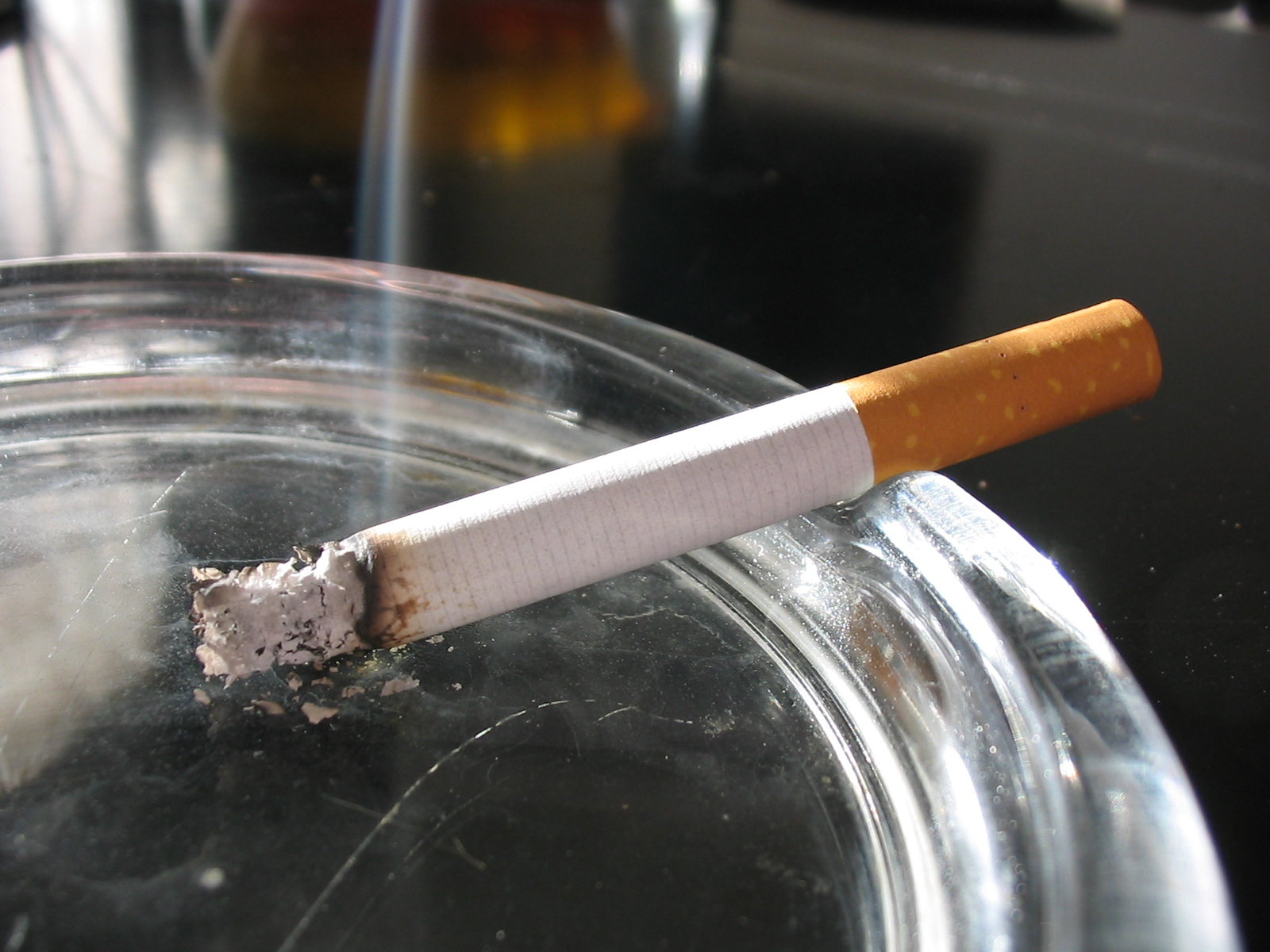
La cigarette est également une drogue, dérivée du tabac.

L'usage du terme « drogue » peut prêter à confusion car il relève d'une sémantique multiple. La prise en compte de plusieurs paramètres permet de mieux cerner la notion de drogue. Pour Pierre-Arnaud Chouvy, « la drogue est tout d'abord un produit d'origine animale, végétale ou synthétique, qui, introduit dans l'organisme par quelque moyen que ce soit, a sur celui-ci des effets biodynamiques, et qui peut, dans certains cas, créer une accoutumance plus ou moins grave ».
La notion de drogue, en plus d'être caractérisée par des éléments biochimiques, est également caractérisée par la législation internationale sur les stupéfiants. La première convention internationale sur le sujet s'est tenue en 1909 à Shanghai et concernait surtout l'opium et ses dérivés. De nombreuses conférences internationales se sont tenues (conventions internationales de 1961, 1971 et 1988), et ont permis de réguler la production, le commerce et la consommation des produits définis comme « stupéfiants ». Cependant, des évolutions importantes ont eu lieu depuis, avec notamment un mouvement qui tend, dans nombre de pays, à la légalisation et/ou un usage thérapeutique de quelques produits, au premier rang desquels - mais pas exclusivement - le cannabis. C'est ce que le médecin addictologue Bertrand Lebeau Leibovici qualifie de  « longue marche ». Les contours du terme « drogue » restent donc flous, puisque la nature de l'emploi d'une même substance peut déterminer son caractère licite ou illicite.
Dans certains pays, la peine de mort est appliquée pour les trafics de drogue, les harcèlements, les violences. En France, ces actes font l'objet de peines d'amende et d'emprisonnement.
Le terme « drogue » recouvre donc plusieurs aspects : la nature des effets biologiques que la drogue induit d'une part, et d'autre part les rapports que celui qui la consomme entretient avec elle. Il faut qu'un composé chimique donné soit consommé pour qu'il puisse répondre à l'appellation de « drogue ». Le mode et la fréquence de consommation créent l'accoutumance ou la dépendance au produit. Il peut être donc pensé que c'est le consommateur (à travers ses modes de consommation), plus que le produit qui détermine quelle substance sera, pour lui, une drogue. Un troisième élément permettant de définir une drogue sont les normes imposées par une société donnée. Ces trois éléments permettent d'appréhender la drogue comme un phénomène de société.
Grâce à ces éléments, un même produit peut occuper des places très différentes dans des systèmes de valeurs et de modes de vie variés à travers le monde et les époques. En conséquence, le même produit peut devenir une panacée ou un fléau pour une société. Le cas de la coca permet d'illustrer ce propos : elle représente une menace pour les États-Unis, alors qu'elle symbolise l'identité culturelle bolivienne pour les boliviens.
Cette différence d'approche d'un même produit est liée à la notion de tolérance socioculturelle, selon laquelle dans un pays où une substance est produite, un état d'équilibre relatif s'installe entre cette substance et les usagers où elle est intégrée dans un rituel social, mystique ou religieux. Ce rituel s'accompagne d'une tradition de l'usage du produit véhiculant des prescriptions d'utilisation, les quantités à utiliser, les dangers relatif à l'usage.
Au vu de ces éléments anthropologiques, il est donc nécessaire de prêter attention aux divers systèmes de valeurs dans lesquels sont intégrés les produits psychoactifs. Chouvy pense que les différentes utilisations et perceptions des drogues sont caractérisées par des recours à des références à la tradition et à la modernité qui peuvent être contradictoires. Tradition et modernité désignent ici des mouvements historiques ; ce qui impose également de faire preuve d'un relativisme historique quand on souhaite traiter des problématiques liées à la drogue. Ce relativisme historique est aussi important que le relativisme culturel évoqué plus haut.

### Représentations collectives
Dans les années 1960 et notamment dans les sociétés occidentales, le terme drogue prend progressivement un sens péjoratif synonyme du terme stupéfiant,,, se limitant aux psychotropes illégaux, (par exemple dans « trafic de drogue »). Ce glissement du sens du terme est attribué à la mise en place des législations internationales et à l'émergence d'un phénomène massif de toxicomanie. Dans cette vision légaliste, l'alcool ou le tabac ne sont donc pas considérés comme des drogues malgré les comportements compulsifs qu'ils peuvent induire.
Ce sens péjoratif est renforcé par un imaginaire populaire nettement différent entre l'alcool, les médicaments psychotropes et les drogues où l'usage ancestral et chamanique des psychotropes s'efface en quelques décennies au profit d'une imagerie négative symbolisée par quatre représentations : déchéance, compulsion, irresponsabilité et animalité.
L'évolution linguistique décrite précédemment témoigne d'une rupture culturelle quant au rapport aux substances psychotropes. En effet, le rapport entre l'homme et les drogues est considéré comme un phénomène anthropologique majeur.
Pour R.E. Schultes et A. Hofmann, il semble évident que l'utilisation des « plantes à drogue » remonte aux premiers pas de l'homme dans la connaissance de son environnement végétal. Ces plantes permettent alors à l'homme d'entrer en contact avec un autre monde, le monde des esprits, un royaume surnaturel. C'est de cette division que naitra une division entre le monde sacré et le monde profane. Les rapports qu'entretient l'homme avec les drogues ont influencé l'élaboration de systèmes de valeurs, en établissant par exemple « un ordre spatial à la surface de la terre en correspondance avec un ordre cosmique, surnaturel, idéologique qui fait partie intégrante de leur patrimoine culturel ».
Les traces d'utilisation de plantes hallucinogènes remontent si loin dans la Préhistoire que certains auteurs estiment que l'idée de Dieu aurait pu apparaître chez les hommes à la suite d'expériences hallucinatoires,,.
La notion de drogue ne peut être séparée des contextes culturels au sein desquels elle évolue. En effet, les représentations collectives que des sociétés culturelles se font d'un seul et même produit peuvent se révéler diamétralement opposées. Chouvy souligne de plus que le relativisme est de rigueur lorsque la notion de drogue est abordée, et qu'il faut distinguer les représentations collectives, qui sont partiales, partielles et contradictoires, des réalités objectives, qui se traduisent par des données objectives, mais qui sont insuffisantes.
Remarque : il peut exister un manque et une « addiction sans drogue », par exemple « quand le cerveau a le goût du jeu », explique le psychologue Mark Griffiths en 2012 à propos par exemple des jeux d’argent, jeux vidéo et jeux sur Internet. Selon lui, néanmoins « le jeu excessif et le jeu dépendant sont deux phénomènes différents. Quelle est la différence entre un enthousiasme excessif et la dépendance ? (…) l’enthousiasme ajoute à la vie, alors que la dépendance retire. S’il n’y a pas de conséquences négatives sur la vie de la personne, le comportement excessif n’est pas un comportement dépendant (…) Il convient donc de distinguer très nettement les addictions exercées sur Internet et l’addiction à Internet (…) Dans le cadre de l’étude la plus importante à laquelle j’ai participé, le comportement de plus de 7 000 joueurs a été analysé à partir des critères de l’Organisation mondiale de la santé. 12 % d’entre eux présentaient au moins trois critères de diagnostic de la dépendance. En revanche, nous n’avons pas identifié de cas réunissant les six critères que j’ai précédemment évoqués [1) Repli sur soi, 2) modification de l’humeur, 3) augmentation irrésistible du temps de jeu, 4) manque, 5) génération de conflits, 6) risque de rechute]. Je considère par conséquent que la dépendance aux jeux vidéo en ligne n’existe pratiquement pas dans la réalité. » ; des mécanismes proches pourraient expliquer que le shopping en ligne devienne une addiction chez certains, encouragé par la publicité d'une part, et facilité par la simplicité d'accès et l'anonymat parmi par l'Internet d'autre part.

### Différentes acceptions
La notion de drogue peut être utilisée pour recouvrir plusieurs réalités, qui prennent en compte la relation particulière qu'entretient un individu ou une nation avec un produit considéré.
Certains organismes définissent la drogue comme étant un synonyme du terme scientifique substance psychoactive, expression neutre sans connotation juridique.

En France, l'Académie nationale de médecine adopte la définition suivante du terme drogue : 
« Substance naturelle ou de synthèse dont les effets psychotropes suscitent des sensations apparentées au plaisir, incitant à un usage répétitif qui conduit à instaurer la permanence de cet effet et à prévenir les troubles psychiques (dépendance psychique), voire physiques (dépendance physique), survenant à l'arrêt de cette consommation qui, de ce fait, s'est muée en besoin.[…] En aucun cas le mot drogue ne doit être utilisé au sens de médicament ou de substance pharmacologiquement active. »
L'Observatoire français des drogues et des tendances addictives (OFDT) propose la définition suivante pour le terme « drogues » :
«  Produit psychoactif naturel ou synthétique, utilisé par une personne en vue de modifier son état de conscience ou d'améliorer ses performances, ayant un potentiel d'usage nocif, d'abus ou de dépendance et dont l'usage peut être légal ou non. »
Cet observatoire publie ses données dans un rapport « Drogues, Chiffres clés ».
Les professeurs David Cohen et Guilhème Pérodeau rappellent que :
« En d'autres termes, aucune caractéristique chimique ne peut distinguer entre un psychotrope appelé « drogue » et un autre appelé « médicament ». »
Pour l'Institut scientifique de santé publique belge une drogue est une substance psychoactive utilisée à des fins non-médicales.
Juridiquement, le terme « drogue » renvoie aux substances illicites par opposition à d'autres substances telles l'alcool, la nicotine ou les médicaments psychotropes.
Le terme drogue est parfois utilisé par extension pour qualifier produit causant un comportement compulsif incluant une dépendance et/ou pour désigner l'objet d'une addiction (des comportements répétés et supposés par le sujet prévisibles, maîtrisables). Par exemple, les achats compulsifs, la dépendance à Internet, les dépendance au jeu vidéo, le jeu pathologique, la sexualité ou le surentraînement sportif,, ou encore la boulimie ou l'anorexie qui évoquent un phénomène de toxicomanie ou d'addiction sans drogue.
Selon Mark Griffiths (2012), on peut parler de drogue et de dépendance à une drogue quand les six symptômes ou effets suivant sont réunis :
1. Repli sur soi ;
2. Modification de l'humeur ;
3. Augmentation irrésistible du temps consacré à l'activité ;
4. Manque ;
5. Génération de conflits ;
6. Risque de rechute.

### Expressions dérivées
Le dictionnaire de Trévoux définit aussi le substantif « drogueur » (qui fournit, qui vend des drogues), disparu depuis, et le verbe « droguer » (donner ou prendre des médicaments).
Les nombreux glissements successifs du champ sémantique du terme « drogue » indiquent que son usage renvoie à des notions subjectives. Ainsi, le glissement sémantique de la locution « être drogué », qui induit l'idée que c'est le produit qui dirige l'usager - même s'il a pu être drogué à son insu - vers la locution « être un drogué » qui assimile l'usager à son « vice », montre le passage d'un qualificatif (être quoi ? drogué) à un substantif (être qui ? un drogué). Cette évolution montre comment l'usager ne devient qu'une représentation de son produit, réduit à un simple objet, il est plus facile à stigmatiser.

#### Drogues perceptuelles et cognitives
Il existe des substances qui ne sont pas considérées comme des substances psychoactives, mais qui ont cependant un effet non-fonctionnel et direct sur le système nerveux qui affecte l'état mental d'une personne ; ces substances sont appelées « drogues perceptuelles ». Un exemple de drogue perceptuelle peut être la saccharine, qui a les mêmes effets sur le système nerveux que le fructose ou le lactose, mais sans être un glucide (il n'a donc pas de valeur nutritionnelle).
En étendant la notion de drogue perceptuelle, on peut se rendre compte que nombre d'autres stimuli peuvent produire des effets perceptuels qui ne sont pas associés à un bénéfice de la personne qui perçoit ces stimuli, comme c'est le cas de la pornographie par exemple.
Lorsqu'un individu est motivé pour lire un texte, qui peut alors lui procurer certaines sensations (comme cela peut être le cas avec la lecture de textes pornographiques), il peut être question de drogue cognitive. L'effet de cette drogue dépend alors de ce qui est lu et de ce qui est compris.

#### Drogue récréative
Le terme de drogue récréative est un terme dérivé de l'expression usage récréatif, qui désigne avant tout l'environnement de consommation. L'usage intervient alors dans une optique festive, l'effet désinhibant des psychotropes étant recherché par les usagers.
Ce terme désigne une consommation occasionnelle et modérée n'entraînant aucune complication pour la santé ou le comportement. Cette consommation récréative s'oppose ainsi à la notion de consommation problématique qui définit la toxicomanie.
Le fait de présenter les psychotropes illégaux comme des substances récréatives est considéré comme incitatif car occultant les problèmes de marginalisation qu'un usage abusif de ces produits peut induire[réf. nécessaire]. C'est le cas notamment en France où l'incitation à l'usage de psychotrope illégaux est pénalement répréhensible.

#### Usage détourné
Le terme usage détourné désigne l'utilisation d'un médicament en dehors d'indications thérapeutiques. Il s'applique à l'usage de médicaments dans le cadre du dopage mais aussi à l'utilisation de psychotropes pour modifier volontairement l'état de conscience. Ce terme induit un jugement moral.
L'usage détourné désigne souvent l'usage de sédatifs, d'opiacés ou de stimulants à des fins non-médicales, comme ce peut être le cas avec la buprénorphine, la kétamine, la morphine ou d'autres.

## Typologie
Il existe de nombreuses classifications des drogues. Ces classifications ont été établies au cours du XXe siècle en prenant en compte leurs effets, leur famille pharmacologique, leur activité sur le système nerveux, leur dangerosité (en fonction de la dépendance physique, psychique et de l'accoutumance), leurs implications sociales ou leur statut juridique.
En fonction des facteurs pris en compte, on verra donc certains produits réglementés et ayant une action psychotrope (alcool, tabac ou médicaments psychotropes par exemple) peuvent être considérés ou pas comme étant des drogues.
Aux Pays-Bas, en 1972, le rapport Baan définit les drogues en termes de potentialité d'un risque d'usage et non en termes de nocivité d'une substance. Cette définition est considérée comme l'élément fondateur de la politique hollandaise en matière de drogue considérant qu'un produit n'est pas par nature une drogue mais peut le devenir de par son usage.
Une liste de critères est établie pour juger des effets positifs et négatifs de l’usage du produit pour l’usager et pour la société afin de déterminer un risque acceptable :
1. Les propriétés pharmacologiques du produit (existence ou non de tolérance) ;
  1. Le mode de consommation (ingestion, injection, inhalation),
  2. La fréquence d'usage,
  3. La personnalité de l'usager ;
2. La possibilité de fractionner les doses ;
3. Le groupe d'usagers (âge, situation sociale) ;
4. Les risques de danger pour autrui (travail, conduite automobile) ;
5. La possibilité de réglementer la production et de normaliser l'usage ;
6. La possibilité d'évaluer l'usage (dosage dans le sang, les urines, etc.).

C'est cette notion de risque acceptable qui est considérée comme à l'origine de la différenciation drogue douce/drogue dure. Les drogues douces qui présenteraient un risque acceptable étant moins pénalisées que celles présentant un risque inacceptable.

### Opposition droguesdoucesetdures
Drogue dure est un terme qui qualifie des substances à même de provoquer une dépendance psychique et physique forte,. Ce terme désigne généralement les dérivés de cocaïne et d'héroïne.
Ces termes sont apparus lors de la mise en place des réglementations internationales concernant les drogues. Ils ont un sens historique fortement attaché à la réglementation de l'époque où seuls les dérivés morphiniques, cocaïniques et cannabiques étaient visés par les lois, même si leur définition stricte peut s'adapter à d'autres produits.
Le terme de drogue douce désigne presque exclusivement le cannabis, du fait que celui-ci induise une dépendance mentale très faible et que le risque de décès par surdose soit nul. On a cependant découvert un lien entre schizophrénie et cannabis. On notera néanmoins que certains décès peuvent être indirectement liés à la consommation, par exemple un accident de la route. On oppose cette expression à drogue dure.
L'appellation « drogue douce » est contestée par certains, dans la mesure où il peut exister dans certains cas un « usage dur des drogues douces ». Dans de tels cas, la prise d'un produit habituellement qualifié de drogue douce peut conduire à la toxicomanie. L'ambiguïté du qualificatif « douce » pour une drogue conduit parfois à choisir l'expression « drogue lente ». Selon le docteur Nora Volkow, directrice du National Institute on Drug Abuse, la « distinction entre drogue douce et drogue dure est une fumisterie ». Ce qui importe avant tout, c'est le type de rapport que l’individu entretient avec ces stupéfiants et le type de consommation.
C'est à la suite notamment des travaux en France des professeurs psychiatres Philippe-Jean Parquet et Michel Reynaud dans les années 2000 que s'est substituée, à la distinction drogue douce/drogue dure prévalant des années 1960 aux années 1990, la distinction usage doux/usage dur englobant des paramètres nombreux et intriqués, associant l'action pharmacologique de la drogue, les modalités pratiques de son usage, la personnalité de l'usager et le contexte de l'usage.
| | Héroïne (opioïdes)[pas clair] | Alcool     | Tabac      | Cocaïne                  | MDMA                 | Psychostimulants              | Benzodiazépines | Cannabinoïde (Chanvre et dérivés) |
| --- | ----------------------------- | ---------- | ---------- | ------------------------ | -------------------- | ----------------------------- | --------------- | --------------------------------- |
| Dépendance physique | très forte                    | très forte | forte      | faible                   | très faible          | faible                        | moyenne         | faible                            |
| Dépendance psychique | très forte                    | très forte | très forte | forte mais intermittente | forte                | moyenne                       | forte           | faible                            |
| Neurotoxicité | faible                        | forte      | nulle      | forte                    | très forte (?)       | forte                         | nulle           | nulle                             |
| Toxicité générale | forte1                        | forte      | très forte | forte                    | éventuellement forte | forte                         | très faible     | très faible                       |
| Dangerosité sociale | très forte                    | forte      | faible     | très forte               | faible (?)           | faible (exceptions possibles) | faible2         | faible2                           |
| 1: nulle pour méthadone et morphine en usage thérapeutique[pas clair] 2 : sauf conduite automobile où la dangerosité devient alors très forte |                               |            |            |                          |                      |                               |                 |                                   |

### Opposition drogues de synthèse et naturelles
Le terme de drogue de synthèse s'emploie surtout par opposition au terme drogue naturelle. La drogue naturelle est issue de produits naturels ayant subi peu ou pas de transformations comme les champignons hallucinogènes ou le cannabis ; alors que la drogue de synthèse désigne principalement des substances comme l'ecstasy, le LSD ou les drogues sur mesure qui nécessitent une synthèse en laboratoire.
Cette distinction est contestée par certains auteurs, dans la mesure où la résine de cannabis, généralement considérée comme naturelle, peut parfois subir des manipulations chimiques visant à en augmenter le principe actif (le THC). De plus, ces auteurs considèrent que l'usage du terme naturel peut prêter à confusion quant à la dangerosité du produit.

### Opposition drogues légales et illégales
Les termes drogue légale et drogue illicite sont utilisés depuis la mise en place des diverses législations sur les psychotropes.
Une drogue illicite est une drogue dont la consommation et la vente sont interdites par la loi d'un pays. Le caractère illicite de certaines drogues varie d'une législation (et donc d'un pays) à l'autre. Le cannabis, par exemple, est illicite en France mais autorisé sous réglementation stricte à la vente et à la consommation aux Pays-Bas.
Cette distinction entre les deux termes s'attache aux substances psychotropes consommées dans un but non thérapeutique et susceptible d'induire une dépendance en les différenciant sur leur statut légal.
Les drogues appelées drogues légales désignent les substances psychotropes dont la consommation et la vente ne sont pas interdites par la loi d'un pays. Il s’agit en général de l'alcool, du tabac, du café, des médicaments psychotropes et des solvants organiques.
La distinction « drogues illicites » et « drogues légales » introduite ci-dessus ne saurait induire en aucune manière une distinction de fait entre « drogue dangereuse » (et/ou potentiellement létale) et « drogue inoffensive » (et/ou non potentiellement létale). En d'autres termes, une drogue légale peut être tout aussi dangereuse (ou pas) qu'une drogue illicite : il doit être bien clair que la distinction de ce paragraphe n'aborde en aucun cas cette distinction ni ne la sous-entend.

#### Alcool
L’alcool est considéré comme un des plus anciens produits psychoactifs. Dès l’Antiquité, sa consommation était synonyme de célébration et de rituel. Il fut également utilisé comme anesthésiant lors des campagnes napoléoniennes. Les médecins étaient autorisés à en prescrire pendant la prohibition.
D’un point de vue scientifique, l’alcool ou éthanol est une petite molécule connue pour sa rapidité de diffusion, seulement quelques minutes après l’absorption.
L’alcool est connu pour sa capacité à détendre et désinhiber les consommateurs. Il y a deux phases : une première phase d’euphorie et d’excitation suivie d’une phase de sédation et d’endormissement.

#### Tabac
Actuellement, le tabac est une plante cultivée dans le monde entier. Le tabac que l’on fume s’obtient par séchage et fermentation des feuilles. Autrefois, le tabac était consommé par les Amérindiens, pour son côté thérapeutique, spirituel ou bien par simple plaisir. Il fit son apparition en Europe au XVIe siècle. Ses côtés psychostimulant, coupe-faim et antidépresseur l’ont vite rendu indispensable, d’autant plus que le manque de nicotine provoque une humeur négative. L’effet du tabac est de courte durée, c’est pourquoi sa consommation devient plus fréquente et répétée. En plus de la nicotine, des milliers de composés contenus dans le tabac favoriseraient la dépendance.

#### Médicaments psychotropes
Il y a plusieurs catégories de médicaments : les hypnotiques (somnifères et sédatifs), les anxiolytiques (tranquillisants), les antidépresseurs, les neuroleptiques (médicaments utilisés dans le traitement des psychoses), les stimulants et les corticoïdes. Parmi les plus connus, le Prozac, le Rohypnol, Valium, ou l’Artane (antiparkinsonien).Il existe donc des médicaments à toutes les « souffrances » de la vie.

#### Solvants organiques
Les solvants organiques sont des produits chimiques, volatiles ou gazeux qui, inhalés, agissent sur le système nerveux et provoquent une forme d’ivresse. On retrouve certains gaz comme le protoxyde d’azote (dit gaz hilarant), le gaz anesthésique (utilisé généralement dans les fêtes techno), l’oxygène pur, le gaz des briquets (riche en propane et en butane).

## Implications socio-sanitaires

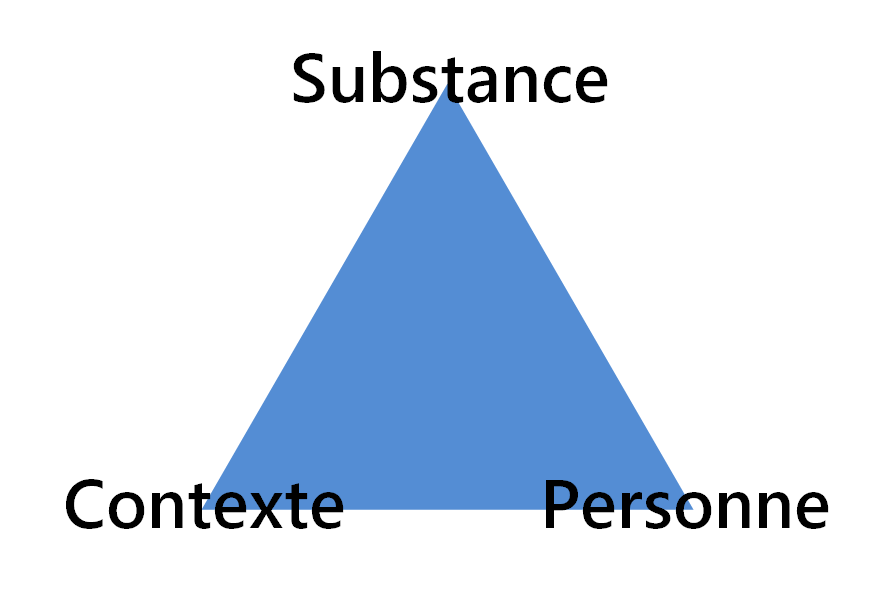
Trois facteurs-clés influencent la consommation de drogues : la drogue (type, dose, prix, etc.), le contexte (entourage, pauvreté, normes sociales, etc.) et l'individu (âge, génétique, personnalité, etc.).

Les effets des drogues sont qualifiés de psychotrope ; ils peuvent modifier l'esprit, la volonté, le jugement (philosophie), etc. En effet, les drogues agissent généralement grâce à un ou plusieurs alcaloïdes et modifient les transmissions synaptiques.
La consommation de drogues est associée à des problèmes sociaux et de santé qui varient selon le type, la quantité et le mode d'absorption de la substance mise en cause. La consommation répétée de drogue peut conduire à la toxicomanie et avoir des conséquences sanitaires.
Il est cependant important de préciser que toutes les drogues n'ont pas les mêmes effets. Ce qui remet d'ailleurs en cause la classification drogues douces/dures. Ce classement a été établi en prenant comme seul critère les effets négatifs que les drogues peuvent entraîner sur l'organisme, or il y a d'autres critères à prendre en compte : certaines drogues comme le cannabis sont faciles à se procurer ; de plus elle ne coûtent pas cher, c'est un critère important car il est plus facile de s'en procurer. Seulement, l'addiction physique est bien plus faible que pour la cocaïne qui même si elle est prise ponctuellement fait facilement déraper vers l'addiction totale.
Bien que certaines soient réglementées, notamment anesthésiques et les antidépresseurs, les drogues dites légales peuvent être achetées librement dans tous les commerces, en pharmacie, sur internet…

### Alcool
La consommation chronique d’alcool est susceptible de causer de lourds dommages sur le système digestif, le système neurologique et le système cardiovasculaire. Les conséquences varient selon le consommateur, la fréquence, les contextes environnementaux… Selon l’OMS, une consommation moyenne supérieure ou égale à quatorze verres standard par semaine pour les femmes et 21 verres par semaine pour les hommes augmente les risques à moyen terme.
De toutes les substances psychoactives, l’alcool est la plus largement consommée puisque seuls 3,5 % des Français déclarent n’en avoir jamais bu. En 2002, L’alcool représente 8,9 % du budget alimentaire des ménages français (vs 12,4 % en 1960). En général, la consommation est principalement masculine et augmente considérablement avec l’âge. Dès l’âge de 20 ans, plus d’un Français sur deux consomme de l’alcool au moins une fois par semaine. Ils ne boivent pas forcément quotidiennement, mais sont enclins aux ivresses répétées : 40 % des hommes de 20 à 25 ans et 24 % des femmes déclarent plus de trois ivresses par an.
En France, c’est près de cinq millions de personnes qui souffrent de problèmes médicaux, psychologiques ou sociaux en relation avec une consommation excessive d’alcool. Les chiffres parlent d’eux-mêmes : 14 % de la population générale (de 12 à 75 ans) et 15 % des consommateurs d’alcool présentent un symptôme d’abus ou de dépendance (20 % des hommes et 8 % des femmes). Parmi les personnes dépendantes, 14 % présentent un autre trouble mental).
Ces chiffres sont simples à expliquer. L’alcool est toujours synonyme de fête, de convivialité et de rituel. C’est une des substances les plus simples à acheter. Que ce soit en centre-ville ou en campagne, chez les petits épiciers ou dans la grande distribution, l’alcool est disponible partout.
De nos jours, de nombreuses campagnes de prudence, des centres et des aides sont mises en place pour lutter contre le fléau que peut être l’alcool. Quelle que soit l’ampleur de l’alcoolisme, chaque malade peut bénéficier d’un traitement. Des molécules permettant de maintenir l’abstinence après sevrage ont été découvertes : l’acamprosate et la naltrexone. Mais c’est une approche psychothérapique qui reste le plus efficace pour les alcoolo-dépendants (psychothérapies, thérapies familiales, thérapies cognitivo-comportementales). Mais cela reste encore insuffisant. En effet, moins de 20 % des personnes présentant une dépendance à l’alcool consultent un professionnel dans un délai de dix ans après l’apparition des premiers symptômes. Contrairement à certaines drogues illicites, l’alcool reste un problème insuffisamment traité[évasif].

### Tabac
La consommation de tabac se répercute sur la sphère ORL (cancer, dysplasie, anomalies de la muqueuse), sur le système pulmonaire (bronchites chroniques, cancer du poumon) et sur le système cardiovasculaire (infarctus du myocarde). C’est une des premières causes de mortalité évitable, étant responsable d’un cancer sur trois.
Comme pour les autres substances, les risques et conséquences varient d’un individu à l’autre. Le fait d’être dépendant au tabac dépend de facteurs génétiques pour 61 % des hommes et pour 63 % des femmes. Mais pour 95 % des fumeurs, la dépendance commence au cours de l’année suivant le début de la consommation quotidienne. L’arrêt de la cigarette dépend beaucoup des variables psychologiques et psychosociologiques.
Chez les jeunes, la réaction à la première cigarette dépend à 70 % de facteurs environnementaux, d’où l’importance de la prévention à cet âge. Les garçons comme les filles débutent au même âge, généralement vers les 14 ans. À cet âge, la consommation de tabac augmente le risque d’être dépendant d’autres substances psychoactives. Le début du tabagisme commence parfois de manière significative, à la suite d'événements marquants, de maltraitances, etc.
Les inégalités sociales jouent également sur la consommation du tabac :
- chômeurs : 52 % de fumeurs ;
- employés fumeurs chez les hommes : 45 % des ouvriers, 37 % des employés et 31 % des cadres.

Autre chiffres marquants, 14 millions de Français (18 à 75 ans) sont fumeurs et près de 12 millions d’entre eux sont des fumeurs réguliers (fumant au moins une cigarette par jour) dont 33 % d’hommes et 26 % de femmes.
La façon d’arrêter le tabac varie aussi en fonction de l’individu. L’arrêt du tabac sans aucune aide médicalisée reste la situation la plus fréquemment rencontrée. Il y a différents traitements disponibles, comme les substituts nicotiniques, la prescription du bupropion (antidépresseur) et l’utilisation de thérapies cognitivocomportementales. Ces traitements multiplient par deux les chances d’abstinence de plus d’un an.

### Médicaments psychotropes
La consommation de médicaments psychotropes est due à diverses raisons, notamment les prescriptions médicales inappropriées, automédication ou détournements d’usage. Elle existe davantage chez les femmes et les personnes âgées. La France est le pays le plus consommateur d’Europe. En général, plus le médicament est efficace, plus la tentation d’en abuser est forte. Il est d’ailleurs difficile de distinguer les consommations révélatrices d’une dépendance des autres. La consommation de ces produits n’est pas sans risque, par exemple sur la conduite ou sur le comportement. Les plus consommés sont généralement les anxiolytiques. La consommation de « produits stimulants pour affronter un obstacle réel ou ressenti et améliorer ses performances physiques ou intellectuelles », que ce soit pour des compétitions, des entretiens, des examens, etc., est une grande part de ce problème de société.
Cette consommation entraîne une forte dépendance physique et psychique. Le sevrage lors de l’arrêt est relativement douloureux.

### Solvants organiques

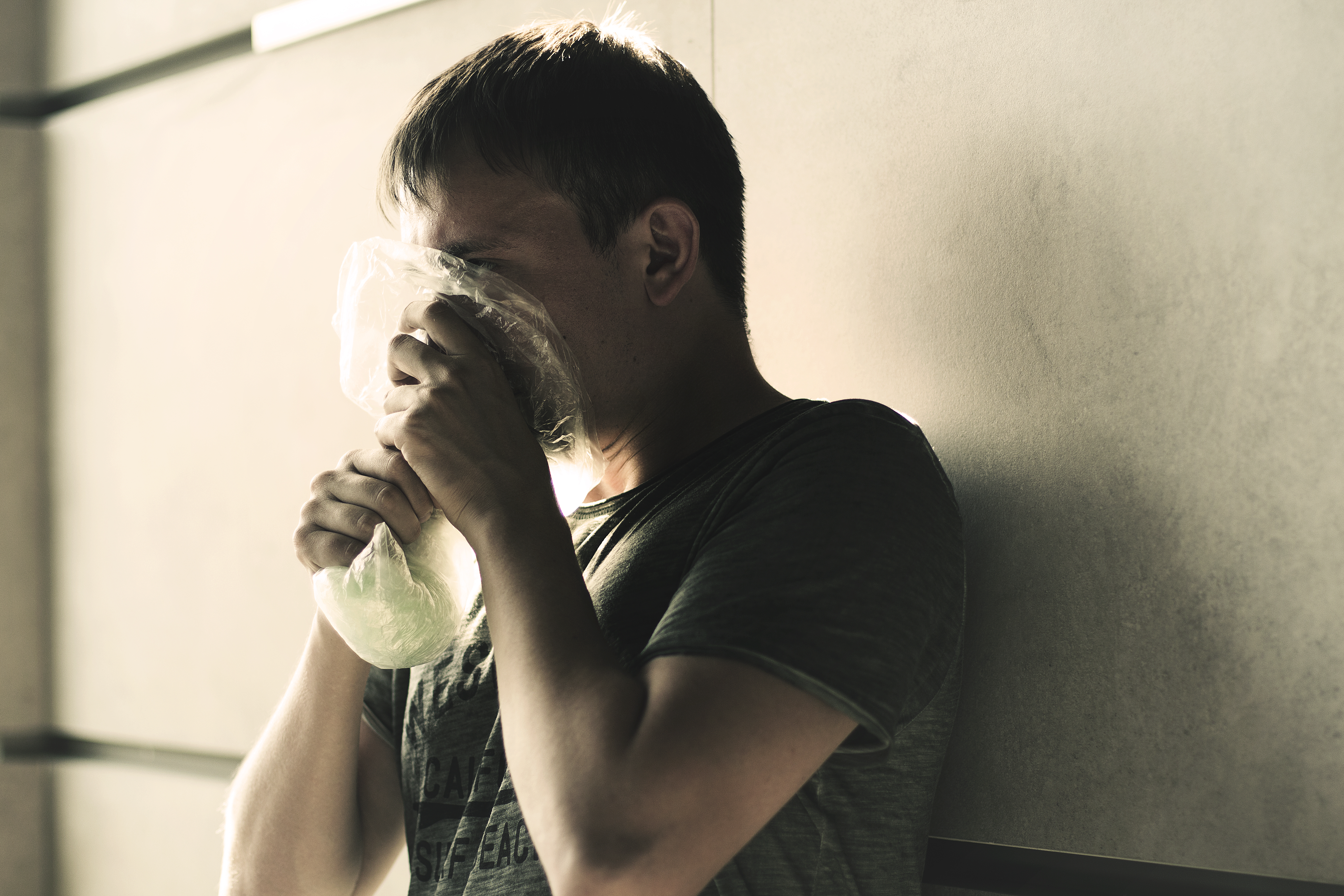
Inhalation de colle depuis un sac plastique.

La plupart des solvants sont aujourd’hui presque tous disponibles en grande surface, du fait de leur usage banal et quotidien : produits de nettoyage, colles, carburants, antigel, détachants, solvants pour peinture et vernis, produits cosmétiques… Leur faible coût les rend particulièrement attractifs pour les adolescents. En France, 4,4 % des jeunes de 17 à 19 ans en ont déjà fait l’expérience. En cas d’usage fréquent, la toxicité neurologique, cardiologique et pneumologique peut-être très dommageable, à court terme comme à long terme. Des risques de problèmes psychiatriques graves sont également à craindre.

## Prohibition
Une des caractéristiques des drogues et de leur marché est la prohibition et la répression dont elles font l'objet à l'échelle mondiale. Ce sont historiquement les États-Unis qui en sont les premiers financiers et promoteurs. La répression et la prohibition sont basées sur le présupposé que l'usage de drogues (stupéfiants) est moralement répréhensible car lié à la recherche de plaisir. Les considérations de santé publique, qui justifient officiellement la politique de prohibition, sont alors subordonnées à ce présupposé émanant d'une culture dominante à l'éthique protestante. C'est à la fois pour protéger la société dominante des effets délétères de l'abus de drogues que pour permettre à la société de profiter des bienfaits thérapeutiques des substances psychoactives que sera votée en 1906 la première loi fédérale de régulation des médicaments aux États-Unis, le Pure Food and Drug Act. Les débats à ce sujet, portant principalement sur l'opium et ses produits dérivés, ont débouché sur l'adoption du Harrison Narcotics Tax Act en 1914, et la philosophie de cette loi a été appliquée à d'autres produits par la suite.
Au début du siècle, les substances étaient importées, les colonies et anciennes colonies européennes, territoires soumis à des puissances politiques, industrielles et marchandes qui tiraient des bénéfices du commerce de l'opium et du cannabis comme la Grande-Bretagne via la Compagnie anglaise des Indes orientales et qui ira jusqu'à déclarer des guerres au nom du libre commerce de l'opium dans ce qui ont été nommées les guerres de l'opium. Les puissances européennes ont contesté la position prohibitionniste des États-Unis jusque dans les années 1950, époque où celles-ci ont cessé de tirer des profits du commerce des drogues dans leurs colonies.
Le régime prohibitionniste est donc partiellement fondé sur des bases conflictuelles sociales, ethniques et géopolitiques, ces trois dimensions étant inextricables selon Pierre-Arnaud Chouvy et Laurent Laniel. Ces auteurs considèrent également que la classification des substances et la législation afférente ne reposent pas sur un fondement scientifique mais sur des bases idéologiques, morales et politiques.
Les politiques actuellement en vigueur mettent l'accent sur les propriétés chimiques des produits et nient que les effets des drogues dépendent aussi des représentations sociales liées à leur usage. Les orientations politiques prises par rapport aux drogues donnent lieu à des débats controversés, qui débouchent sur des représentations partielles et partiales. Chouvy et Laniel soulignent que ce qu'ils appellent « déterminisme pharmacologique » sert les intérêts d'institutions puissantes telles la médecine, la presse, la police et le gouvernement ; ce qui explique la prééminence de cette approche sur les politiques publiques.

### Politiques publiques dans le contrôle du commerce et de l’usage des drogues
Dans le domaine des drogues, le grand public a une expérience ordinaire, intime, directe ou indirecte, dont il faut tenir compte. C’est d’ailleurs l’évidence de cette expérience qui lui a fait aussi rapidement admettre en France, en 1999, que l’alcool et le tabac étaient également des drogues susceptibles d’abus et de dépendance.
Cela exige beaucoup de transparence et l’élaboration d’une culture commune partagée, aussi bien par les professionnels et les experts, que par le grand public. Ce préalable ne peut se construire que dans la durée, une durée souvent peu compatible avec le calendrier politique. Faute d’une telle démarche, les pouvoirs publics sont condamnés à n’adopter que des mesures parfois spectaculaires, mais toujours superficielles et peu crédibles. Les politiques de lutte contre les drogues ne peuvent pas se résumer à la loi ou à l’énumération des substances interdites. Elle doivent agir sur l’ensemble des leviers, l’éducation, la prévention, l’insertion sociale, les traitements et la répression.

### Rôle de l’État dans la proposition d’un environnement sécuritaire pour les citoyens
L’État devra garantir un contexte sécuritaire de consommation de drogue légale en réglementant la qualité, la distribution et la mise en marché des drogues. Dans le cas de l’alcool, des experts dans ce domaine, œnologues ou autres, permettent de contrôler la qualité des produits et justifier de son efficience. Pour les médicaments et le tabac, l’État est incapable de pénétrer l’industrie du tabac afin d’y exercer un réel contrôle, malgré la grande nocivité de ce produit à l’égard de la population. De plus, il est vrai que les producteurs manipulent le produit afin d’en augmenter la « pharmacodépendance » et donc accroître ses profits. Le marché des médicaments est également un marché puissant qui cherche à maximiser ses profits. La réglementation actuelle ne permet pas de limiter la surprescription, la mise en marché des produits…

### Législation

#### Relative à l'alcool
Sous le Second Empire, les ouvertures de Café étaient soumises à une autorisation préfectorale, autorisation qui a été supprimée à la suite de la loi du 17 juillet 1880. Cette préoccupation d’ordre public se manifeste également à l’égard de l’alcoolisme et de l’ivresse publique qui est sanctionnée depuis 1873. La santé des consommateurs de vin et d’alcool est au centre des préoccupations des pouvoirs publics. La consommation d’alcool est légale mais le commerce et l’usage sont réglementés, pour essayer de limiter les abus ou les usages nocifs.
La consommation abusive dans un lieu public est désormais punissable par la loi d’une contravention de 2e classe, passible d’une amende de 150 €.
La conduite en état d’ivresse, ou sous l’empire d’un état alcoolique, est un délit passible de deux ans d’emprisonnement et 4 500 € d’amende. Et ceci si le contrôle par éthylomètre révèle plus de 0,40 milligramme d’alcool par litre d’air expiré, ou si l’analyse de sang révèle plus de 0,80 gramme d’alcool par litre de sang.
Des peines complémentaires, notamment la suspension ou l’annulation du permis de conduire, ainsi que la perte de points (six, sur un total de douze, pour le délit, trois pour la contravention), sont également prévues. La loi du 12 juin 2003 renforçant la lutte contre la violence routière prévoit la responsabilité du conducteur qui, en état d’ivresse ou sous l’empire d’un état alcoolique, commet une maladresse, une imprudence, une négligence ou un manquement à une obligation de sécurité ou de prudence. Si la conséquence en est un homicide involontaire, le conducteur encourt sept ans d’emprisonnement et 100 000 € d’amende (art. 221-6-1 du code pénal).
L’alcool est souvent un facteur déclenchant ou aggravant de comportements délictueux ou criminels (criminalité routière, violences, meurtres, abus sexuels, etc.) On estime que plus de 4 000 morts par an sont imputables directement à l’alcoolisation des conducteurs de véhicules, et que la moitié des violences et des crimes est liée à l’alcool. La loi Evin a donné aux associations, dont l’objet social comporte la lutte contre l’alcoolisme (L.3355-1 du code de la santé publique), et qui sont régulièrement déclarées depuis cinq ans, la possibilité de se constituer partie civile pour déclencher l’action publique, dans les cas d’infractions aux dispositions du code de la santé publique concernant l’alcool.

#### Relative au tabac

##### Applicable aux fabricants
Plusieurs dispositions européennes adoptées dans le domaine de la santé publique ont eu pour objectif d’améliorer l’information et la protection du consommateur en faisant peser sur les fabricants un certain nombre de contraintes.
La directive européenne du 13 novembre 1989 prévoit certaines mentions obligatoires, réellement lisibles, sur les emballages de produits du tabac. La loi Evin du 10 janvier 1991 avait transposé en droit interne cette obligation en imposant la mention « Nuit gravement à la santé » sur chaque paquet de cigarettes (ancien article L.3511-6 du code de la santé publique). Sur les paquets de cigarettes, la mention du taux de nicotine et de goudron fut rendue également obligatoire.
Une directive du 5 juin 2001 a introduit des normes plus sévères en matière d’avertissement sanitaire. Les modalités d’inscription de ces avertissements sont prévues en France par un arrêté du ministre de la Santé du 5 mars 2003 (JO du 9 mars 2003), applicable depuis le 1er octobre 2003. Les paquets doivent comporter sur leur partie la plus visible une des deux mentions suivantes : « Fumer tue » ou « Fumer nuit gravement à votre santé et à celle de votre entourage ».
Depuis le 30 septembre 2003, les textes, dénominations, marques, images et signes figuratifs tels que « à faible teneur en goudron », « léger », « ultra-léger», « mild » ou tout autre terme similaire laissant entendre une moindre nocivité d’un produit par rapport à un autre, sont interdits sur l’emballage des produits du tabac (art. 3511-6 du CSP).
Chaque paquet de cigarettes doit porter mention de la composition intégrale et de la teneur moyenne en goudron, nicotine et monoxyde de carbone (art. 3511-6 du CSP). Depuis le 1er janvier 2004, les teneurs en goudrons, nicotine et monoxyde de carbone doivent être inscrites en caractères gras noir sur fond blanc.
La sanction du non-respect des dispositions relatives au conditionnement est de 75 000 euros d’amende (article L.3512-2 du code de la santé publique). Cette sanction peut être prononcée à l’encontre des personnes morales (c’est-à-dire les entreprises ayant fabriqué ou conditionné le produit).

##### Applicable aux consommateurs
Quelques textes anciens imposaient déjà des restrictions à la consommation de tabac dans des lieux précis (salles d’éducation physique de l’Éducation nationale, établissements des PTT). La loi Veil du 9 juillet 1976 relative à la lutte contre le tabagisme a encadré la liberté des fumeurs dans les locaux affectés à un usage collectif autres que ceux qui étaient à usage exclusif d'habitation personnelle, lorsqu'ils ne satisfaisaient pas à certaines normes de volume et de ventilation. Mais les restaurants échappaient à cette interdiction. La loi Evin du 10 janvier 1991 a renforcé la protection des non-fumeurs en instituant l’interdiction totale de fumer dans tous les lieux affectés à un usage collectif et dans tous les moyens de transport collectif (article L.3511-7 du code de la santé publique), sauf dans les espaces réservés aux fumeurs.
Les sanctions visent :
- les responsables de lieux qui ne respectent pas leurs obligations (par exemple en matière de signalisation ou de normes de ventilation des espaces fumeurs) ou qui réservent aux fumeurs des espaces non conformes. Ils encourent alors l’amende prévue pour les contraventions de la 5e classe (1 500 euros par infraction) ;
- les fumeurs qui fument dans l'un des lieux mentionnés à l'article R. 3511-1 du code de la santé publique, hors d'un emplacement mis à la disposition des fumeurs, sont punis de l'amende prévue pour les contraventions de la 3e classe (450 euros par infraction)[60].

#### Relative aux médicaments
Comme les drogues illicites, les médicaments peuvent être détournés de leur usage et recherchés par les usagers pour leurs effets psychoactifs, alimentant ainsi un trafic. Le statut juridique du médicament sera déterminant dans la réponse pénale apportée à la répression du trafic.

##### Trafic des médicaments classées stupéfiants
Le cadre juridique de l’usage et du trafic de stupéfiants posé par le code pénal (trafic) et le code de la santé publique (usage) s’applique aux médicaments classés stupéfiants (Méthadone, Skénan, etc.).
Rappel :
- usage interdit hors prescription médicale (puni d’un emprisonnement d’un an et/ou d’une amende de 3 750 euros) ;
- répression graduée du trafic, selon l’incrimination retenue (ainsi la « cession ou l’offre à une personne en vue de sa consommation personnelle » est passible de 5 ans d’emprisonnement et 75 000 euros d’amende, le « transport, la détention, l’offre, la cession, l’acquisition ou l’emploi illicites » sont punis de 10 ans d’emprisonnement et 7 500 000 euros d’amende).

De nouvelles drogues font leur apparition de façon très prononcée sur le marché, notamment les drogues de synthèses. Contrairement aux autres drogues, ce ne sont pas des substances naturelles mais une association de molécules chimiques synthétisées dans le but d’obtenir un effet stimulant. Ce sont des substances psychoactives qui imitent les effets des drogues illicites « traditionnelles ».
Entre 2008 et 2015, près de 400 nouveaux produits de synthèse (NPS) ont été répertoriés en Europe, 176 en France. Le développement des drogues de synthèse a marqué la fin de la séparation artificielle entre les pays producteurs et les pays consommateurs. Produits faciles à fabriquer à proximité des lieux de consommation, elles sont également facile à commercialiser sur Internet.

## Prévention
L’addiction aux drogues, que ce soit à l’alcool, au tabac, aux psychotropes ou aux autres drogues, est un véritable enjeu de santé publique. Des solutions pour prévenir et lutter contre les conduites addictives existent.

## Géoéconomie
La consommation, la production, le trafic et le commerce des drogues sont entrées dans la modernité au XXe siècle et ont renforcé les clivages existant entre le Riche et le Pauvre à l'échelle mondiale. Les pays Pauvres étaient plutôt considérés comme producteurs et les pays Riches comme consommateurs. Les évolutions récentes de la géoéconomie des drogues bouleversent toujours les rapports Nord-Sud. Les pays du sud sont toujours les principaux producteurs/exportateurs de drogue, mais sont également devenus des consommateurs majeurs. Parallèlement, le Nord n'est plus uniquement consommateur mais produit aussi des drogues de synthèse et du cannabis dans des proportions parfois importantes (aux États-Unis par exemple). Tous les pays sont donc devenus à la fois producteurs, consommateurs et pays de transit, dans des proportions qui sont très variables d'un pays à l'autre.
Les écarts grandissants entre le Nord et le Sud à l'échelle mondiale continuent de dynamiser la production et le trafic de drogue. Dans certains pays, les paysans n'ont souvent d'alternative économique que de cultiver pavot, cannabis ou coca. En effet, ces cultures de rente leur permettent de survivre à des déficits alimentaires souvent structurels dans des contextes économiques et politiques difficiles.
Ethan A. Nadelmann explique que l'économie des drogues illicites à l'échelle mondiale est clairement le résultat de l'intervention étatique à l'échelle mondiale. Il précise que « la construction des normes internationales constitue un enjeu et un instrument de pouvoir, notamment du Nord sur le Sud ».
Les drogues illicites et leur commerce font partie, plus que jamais, du processus de mondialisation, qu'il s'agisse des trafiquants bénéficiant de la prohibition ou des États menant une « guerre à la drogue ». « Les années 1980 ont été marquées par le développement des productions et la prise en main de leur distribution par diverses organisations criminelles nationales à travers le monde, les années 1990 auront (quant à elles) été placées sous le signe de l'internationalisation de ces activités ».
Selon le rapport annuel de l'ONU DC, l'année 2005-2006 a vu le marché des drogues illicites stagner. À l'échelle mondiale, 42 % des cargaisons de cocaïne, 26 % de celles d'héroïne auraient été interceptées. Selon le même rapport, en Afghanistan la production d'opium en 2006 aurait cru de 45 % en un an, représentant 49 % de la production mondiale, le Triangle d'or reste devant avec 50 % de la production mondiale, le dernier pour cent est une production dispersée dans le monde, souvent à usage privée.

### Commerce des drogues sur Internet
Les drogues légales ont également leur propre commerce. De nos jours, la consommation de ces drogues est intensifiée par le biais d’internet. Une étude, réalisée par l’association « The Global Drug Survey », montre que, sur un échantillon de 100 000 personnes, 12 % avouent se fournir de la drogue sur Internet. C’est un phénomène qui se développe de plus en plus et devient courant dans les pratiques d’achat.
On parle notamment de plateforme d’échange et de réseaux illégaux, en d’autres termes, le Darknet. C’est un réseau qui fonctionne avec des « routeurs en Oignons » (« The Onion Route » : TOR) et se différencie des réseaux classiques. On se connecte à des sites relais sur lesquels il est très difficile de remonter jusqu’aux utilisateurs. Plus de la moitié des utilisateurs se connectant à ce type de réseau sont à la recherche de drogue. Les trafiquants préfèrent donc utiliser ces plateformes non traditionnelles afin de vendre leurs produits.
Dans le cas d’un achat sur Internet, les utilisateurs de ces réseaux ne paient pas en liquide, ni en chèque, ni en carte bancaire mais en monnaie virtuelle ou cryptomonnaie. 
En soi, la monnaie numérique n’est pas illégale, c’est l’utilisation que l’on fait de ce système qui peut l’être.
De nombreux sites de ventes de biens illicites sont apparus sur Internet facilités notamment par l’utilisation de la monnaie virtuelle.
C’est le cas par exemple du site « Silk Road » qui a été fermé définitivement par les autorités américaines en octobre 2014 après une seconde tentative de réouverture. Le site a été saisi par le FBI puisqu’il favorisait un important trafic de drogue, qui aurait généré environ 1,2 milliard de dollars américains, pour un montant total de commission de 80 millions empoché par le site Silk Road. Le créateur du site, Ross William Ulbricht, un Américain de 28 ans, a été condamné à la réclusion à perpétuité le 29 mai 2015.

### Monnaies virtuelles et leurs implications criminelles et fiscales pour les États
À l’instar du BitCoin, les monnaies virtuelles posent de nombreux problèmes aux États, notamment du fait de leur potentiel criminogène. En effet, elles favoriseraient les transactions d’objets criminels illicites à travers le monde.

#### États-Unis
Pour le moment, aux États-Unis, aucune loi n’a été actée concernant spécifiquement le bitcoin ou l’utilisation d’une quelconque monnaie virtuelle. Néanmoins, ils se renseignent sur les bénéfices que pourraient engendrer ce système pour son état. Tous les crimes, commis dans la vie réelle ou virtuelle (ex : loi contre le trafic de drogue), sont considérés comme des actes blâmables et punissables, par la loi, qu’ils aient été facilité ou non par le Bitcoin ou tout autre monnaie virtuelle.
Les monnaies virtuelles, en particulier le Bitcoin, sont des innovations financières qui seront essentielles et bénéfiques pour le monde entier. Selon le FinCEN247, les monnaies virtuelles sont légales tant que les utilisateurs agissent dans le cadre de la loi.
Le texte plus important s’appliquant sur les monnaies virtuelles, Bank Secrecy Act de 1970 interdit son utilisation dans le but de blanchiment d’argent.
L’US Homeland Security poursuit en identifiant 3 types d’infrastructures facilitateurs de crimes en ligne :
- utilisation des forums criminels où les organisations échangent des techniques et des contacts ;
- utilisation de bulletproof hostings (hébergeurs web permettant aux utilisateurs d’uploader et distribuer des fichiers sans regard et surveillance du contenu) ;
- utilisation de monnaies virtuelles pour effectuer des opérations en ligne.

Un rapport du FinCEN a été transmis devant le Sénat américain expliquant les ambitions des utilisateurs à l’utilisation de ce système monétaire :
- anonymat ;
- flexibilité quant à la récupération des fonds (rapidité et confidentialité) ;
- faible volatilité dans les transactions ;
- potentielle réserve de valeur ;
- monnaie digne de confiance.

## Coûts socioéconomiques
Un certain nombre d'accidents, de crimes et délits se font sous l'emprise de drogues diverses, facilitatrices. La lutte contre la drogue, et la prévention ont aussi des coûts importants. À titre d'exemple pour la France, pour 2012, l'État et l'Assurance maladie ont budgété un montant total de 1,5 milliard € pour lutter contre la drogue. Le budget d'impulsion et de coordination de la MILDT est (hors fonctionnement courant) de 20 millions €), répartis en « soutien aux projets de prévention des ministères » (0,5 million), « information et communication » (0,5 million), recherche (1 million), action internationale (1 million), financement des opérateurs OFDT et CIFAD (3,8 millions), crédits déconcentrés chefs de projet (13,2 millions)
Le trafic et la consommation de drogues légales influencent elles aussi des coûts à la collectivité. Elles engendrent des économies sur le plan budgétaire liées à la consommation et la production. On parle de coût social des drogues ou coût d’opportunité des drogues.
Le « coût social des drogues » mesure donc le coût pour la collectivité des conséquences du trafic et de la consommation de drogue. Il constitue un agrégat important car c’est à l’aune de sa réduction que l’on peut mesurer l’efficacité de la politique publique.
La consommation et le trafic de drogue entraînent des coûts privés pour les individus et génèrent en contrepartie du bien-être due à cette consommation. À partir du moment où une personne paye un produit à un certain prix, c’est qu’il estime qu’il y a une nécessité à la consommation et un surplus. L’alcool est généralement excessivement taxé. Il procure ainsi des recettes supplémentaires à l’État. Ce gain dépasse généralement le milliard d’euros.
Également, la consommation et le trafic de drogue engendrent des coûts qui peuvent toucher de tierces personnes (ex : le tabagisme passif, les victimes des accidents provoqués par des conducteurs alcoolisés…). C’est ce que l’on appelle une externalité.
Mais la frontière entre cette économie publique et légale et l'économie souterraine est parfois très fine. Aborder le thème du trafic de drogues légales sur internet peut renvoyer, en effet, à certaines caractéristiques propres à l’économie souterraine, telles que la non obéissance aux règles de l’État ou le gain d’argent provenant d’activités criminelles.

## Histoire
En tout temps et en tout lieu l'homme semble avoir fait usage de drogues. La culture du pavot à opium était par exemple connue en Mésopotamie 4 000 ans avant l'ère chrétienne, l'utilisation de la feuille de coca est attestée en Équateur et au Pérou en 2 100 et 2 500 av. J.-C. et la référence la plus ancienne connue aux usages psychoactifs du cannabis date de 2 700 av. J.-C. en Chine.
L'extension géographique des plantes alcaloïdes a en partie déterminé leur utilisation par les hommes, qui ont pu découvrir ou répandre leur utilisation au cours des migrations. Ainsi, même les régions les moins pourvues en plantes psychoactives ont tout de même connu très tôt l'offre de drogues diverses et variées par le mécanisme des échanges.
Au XVIIe siècle apparait la notion de « substance vicieuse », proposée par l'économiste Jean-Baptiste de Montyon, qui, au cours d'une réflexion sur la fiscalité, propose de taxer les comportements immoraux. À la fin du XIXe siècle, Thomas Larchevêque, dans une thèse consacrée au monopole du tabac, définit les substances vicieuses comme des biens dont « la consommation nuisible ou au moins inutile ne procure aucun avantage à l'organisme et qui ne sont que des excitants pernicieux du système nerveux ».
Ce qui est qualifié de drogue au cours du XXe siècle ressort de la catégorie des « substances vicieuses », définies pour la première fois au siècle précédent.
L'histoire, la géographie, la localisation, la diffusion et la consommation des drogues changent brusquement à partir du XIXe siècle avec les progrès de la pharmacologie et de la médecine conventionnelle, ainsi que l'expansion de la civilisation industrielle et de l'internationalisation des échanges.
La notion de drogue s'applique alors aux principes actifs et conserve ce sens en pharmacologie (préparations des apothicaires puis médicaments) et reste d'ailleurs ainsi employé par certaines personnes âgées. En anglais, drug est une traduction de médicament.
La mise en œuvre au tournant du XIXe siècle-XXe siècle d'un système de contrôle international des drogues instaurant des mécanismes de régulation de la production, du commerce et de la consommation de certaines drogues introduit une séparation entre les drogues dites « licites », désignées par le terme « médicaments », qui sont contrôlés, et les drogues « illicites », désignées par le terme « stupéfiants ». Ainsi un même composé chimique peut être appelé médicament ou drogue, selon son usage.
La régulation mise en place à partir du XIXe siècle créa alors deux marchés transnationaux, interconnectés mais disposant cependant chacun de leur fonctionnement et de leurs acteurs propres : pour les médicaments, c'est l'industrie pharmaceutique et les médecins conventionnels ; pour les stupéfiants, c'est la police, les tribunaux ou la douane d'un côté et les trafiquants de l'autre. Selon le rapport 2015 de l'Observatoire européen des drogues et des toxicomanies, qui synthétise 20 ans d'évolutions des marchés et utilisations de drogues, on constate une tendance à la croissance de la teneur et de la pureté des drogues et au développement des marchés virtuels des drogues.
Au XXIe siècle, de nombreuses drogues, regroupées sous l'appellation Nouveaux Produits de Synthèse, feront leur apparition (détectées au rythme de deux par semaine vers 2014-2015).

## Illustrations

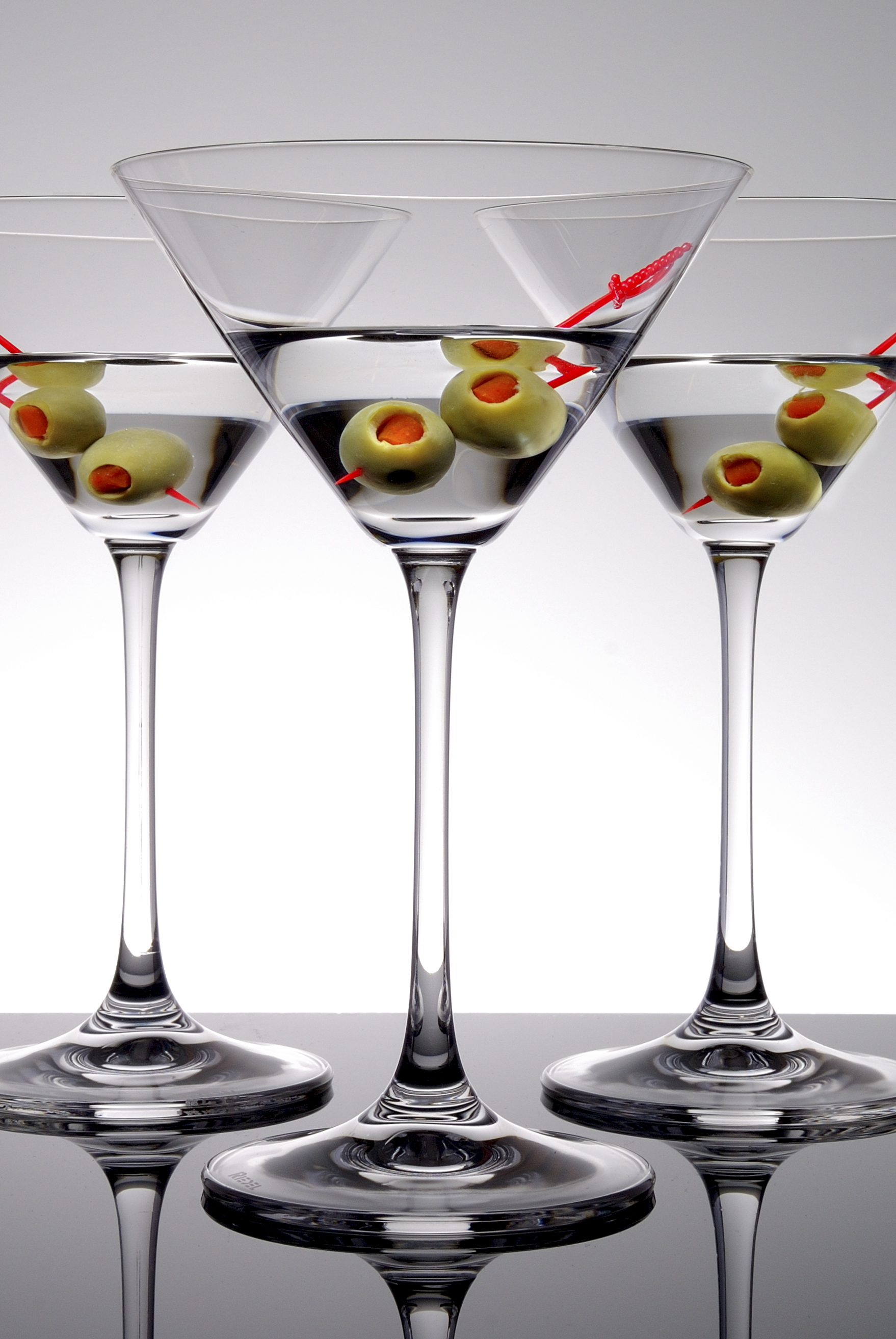
Martini, un cocktail contenant de l'alcool
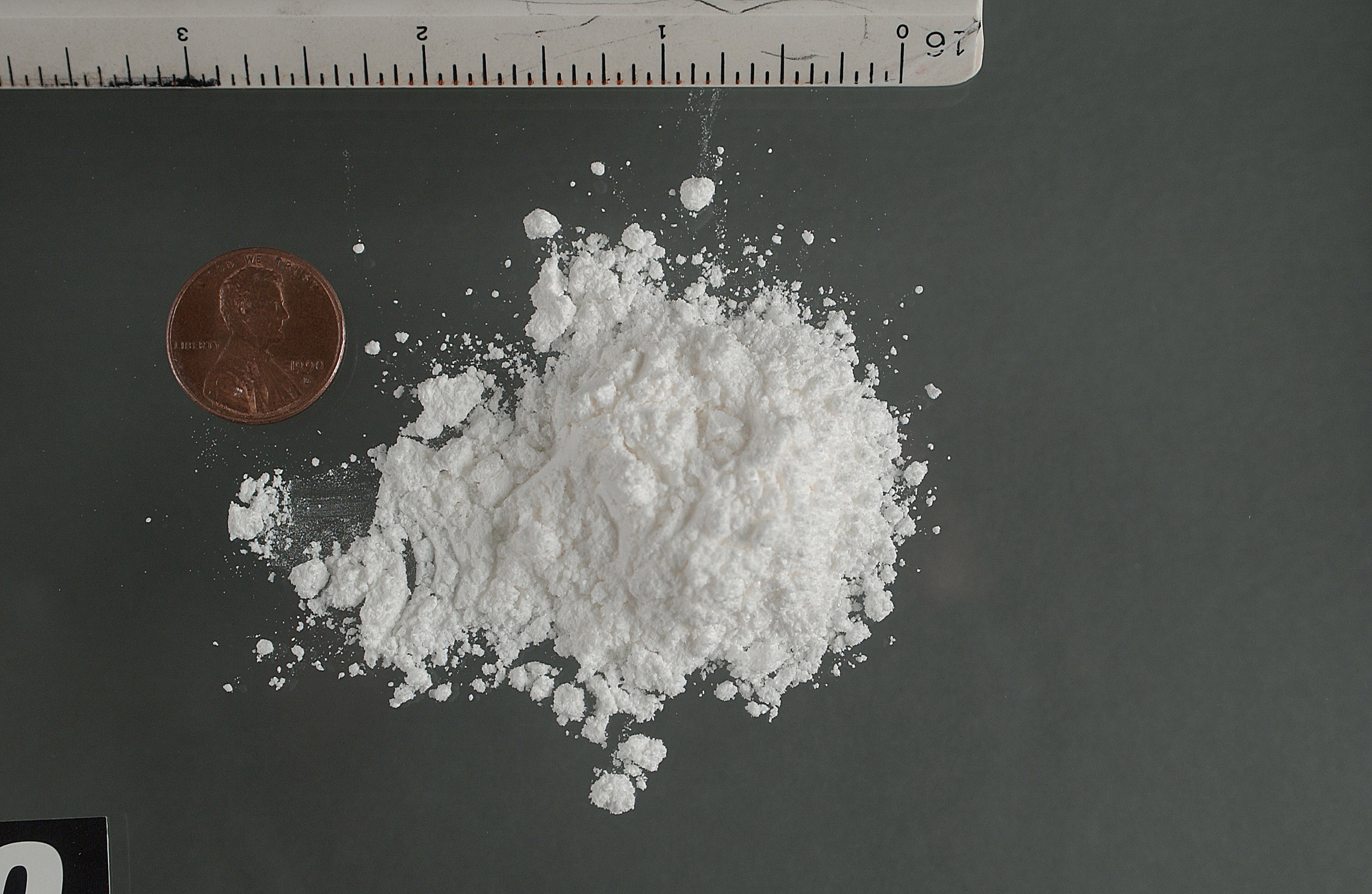
Poudre de cocaïne
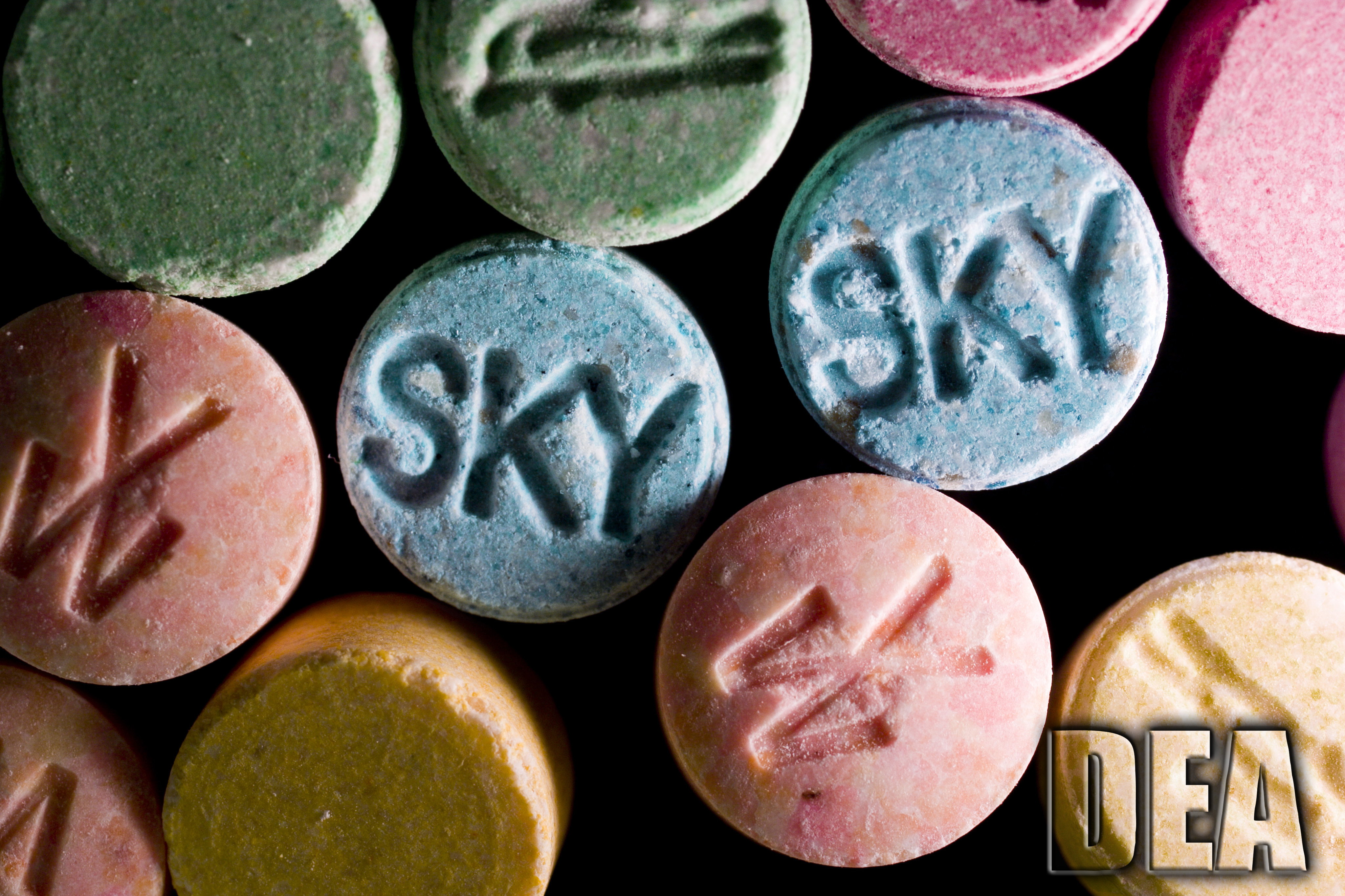
Comprimés de MDMA ou "ecstasy"
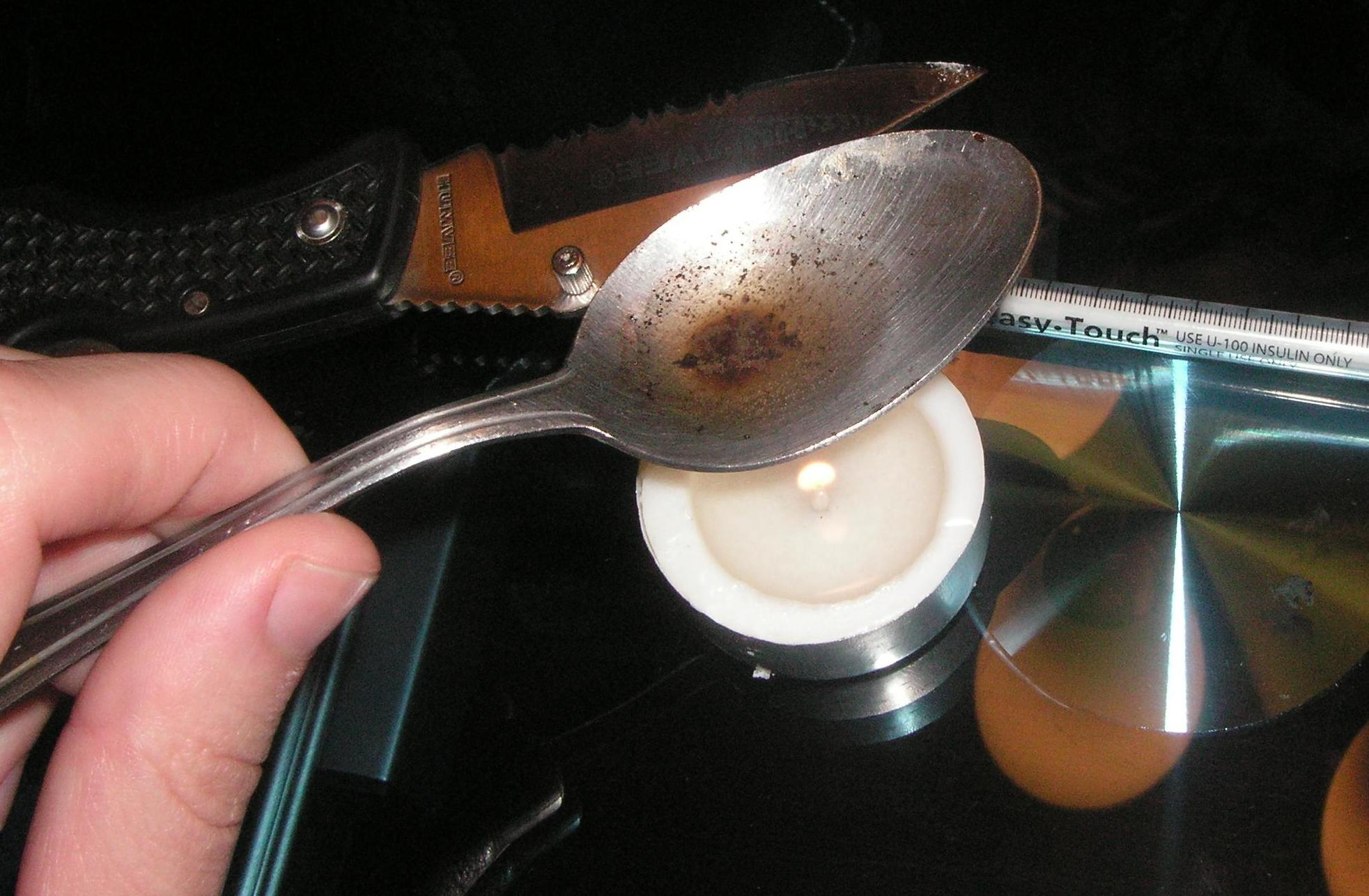
Preparation d'héroïne pour injection
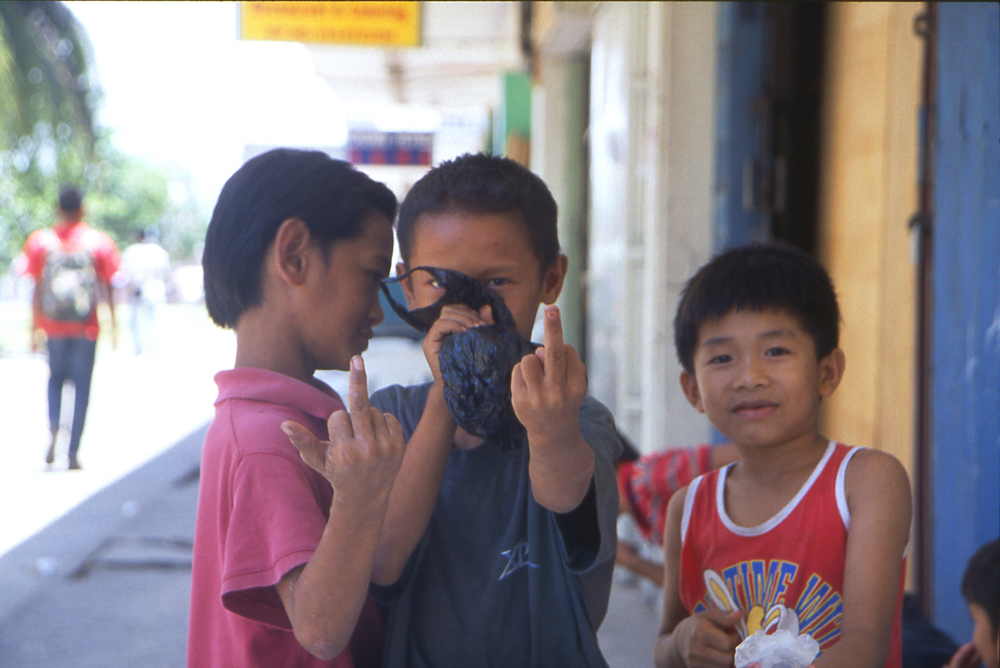
Inhalation de colle depuis un sac plastique
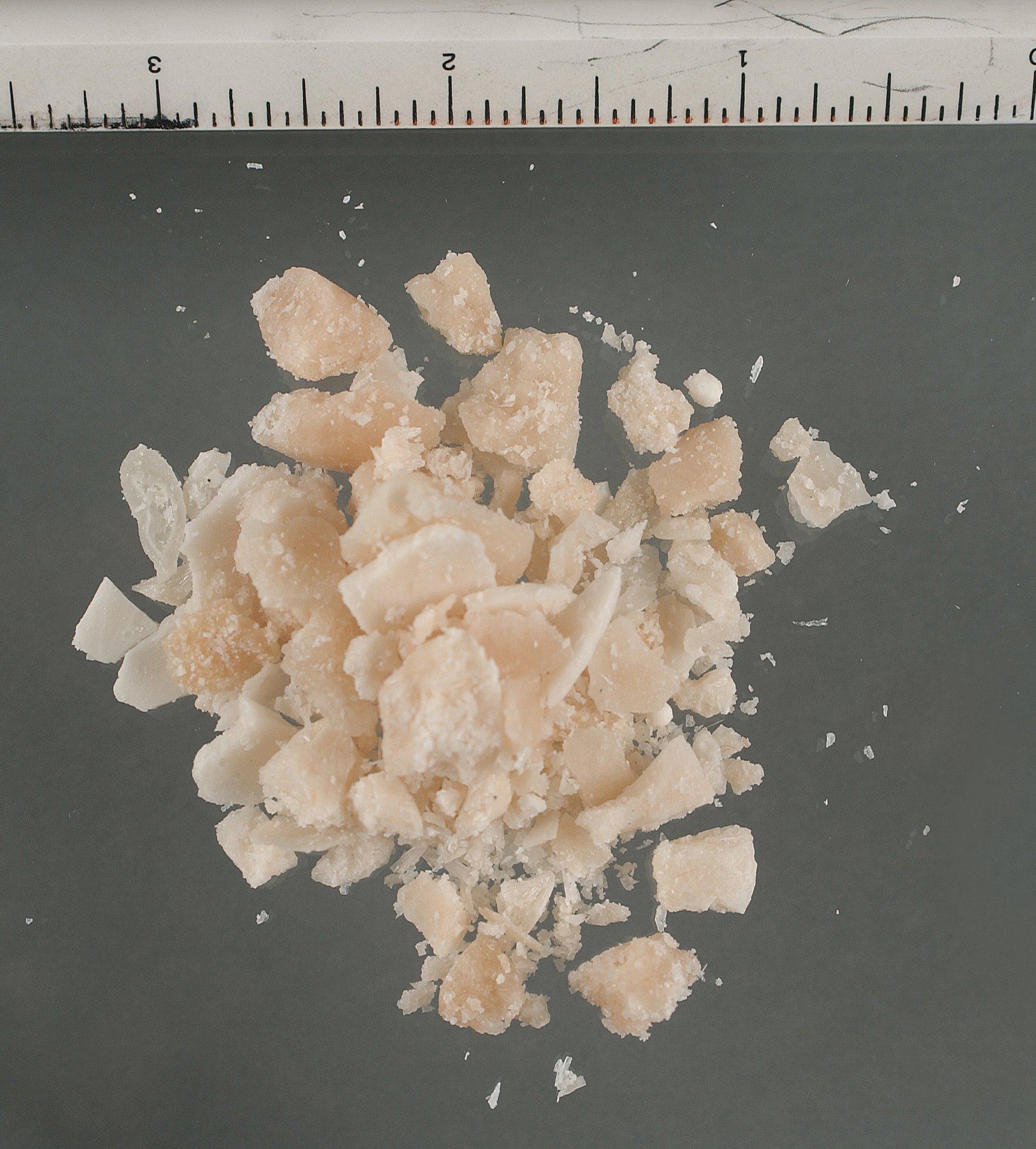
Crack (stupéfiant) (cocaïne fumable)
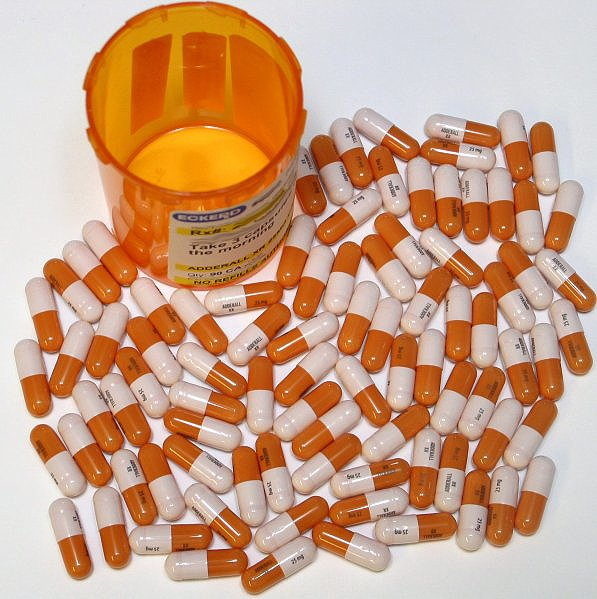
Comprimés contenant des amphétamines
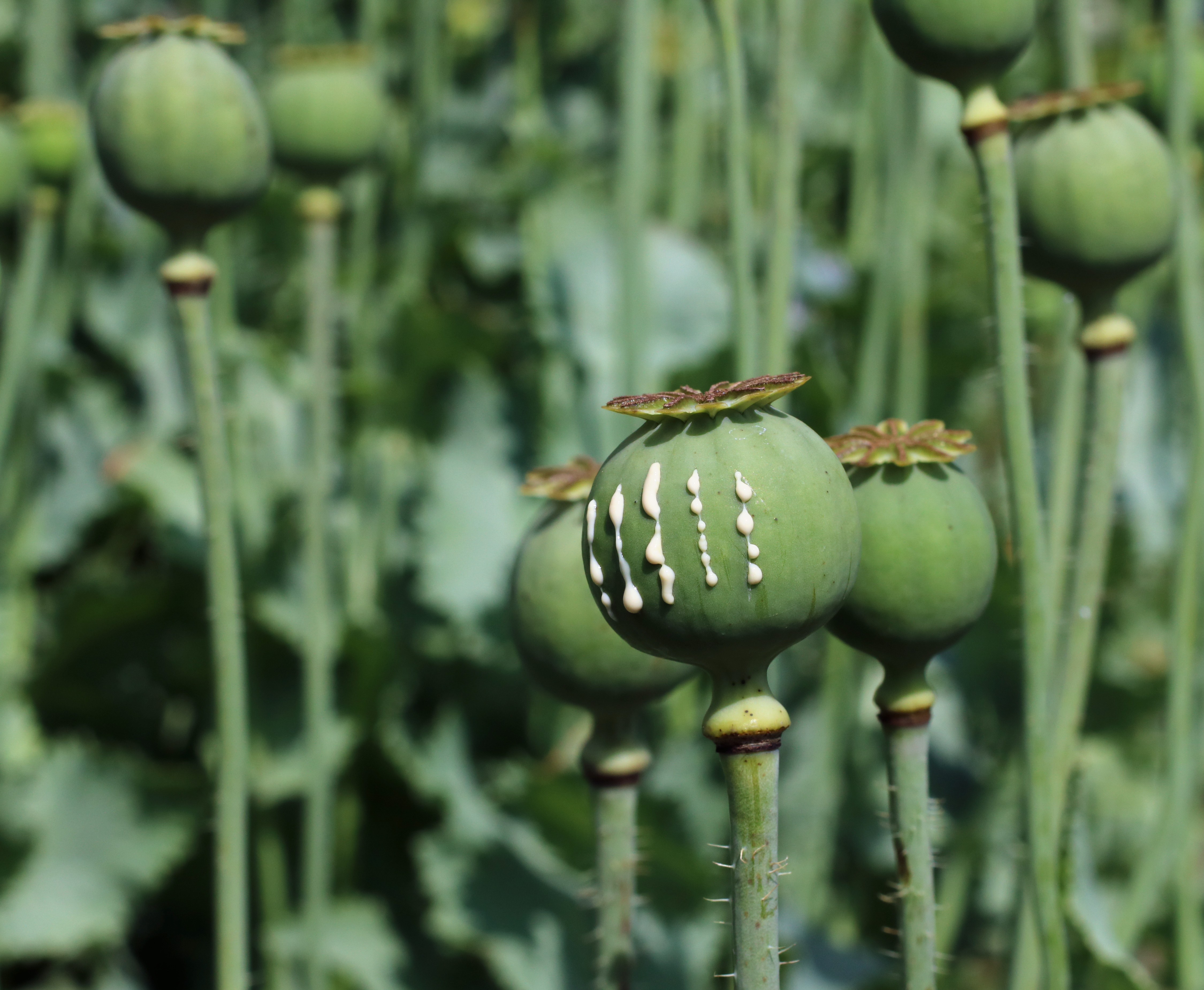
Latex d'opium
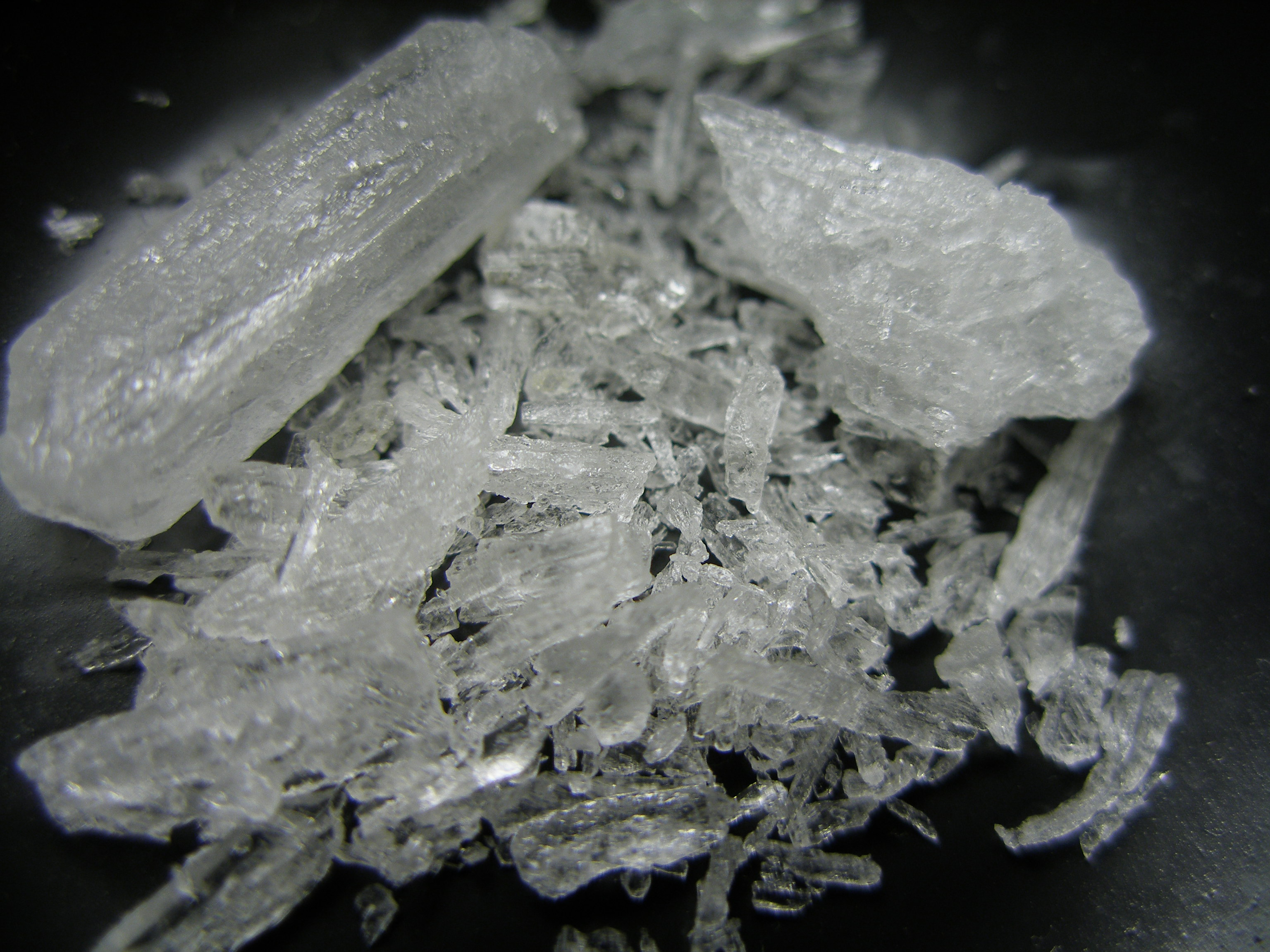
Méthamphétamine sous sa forme cristalline
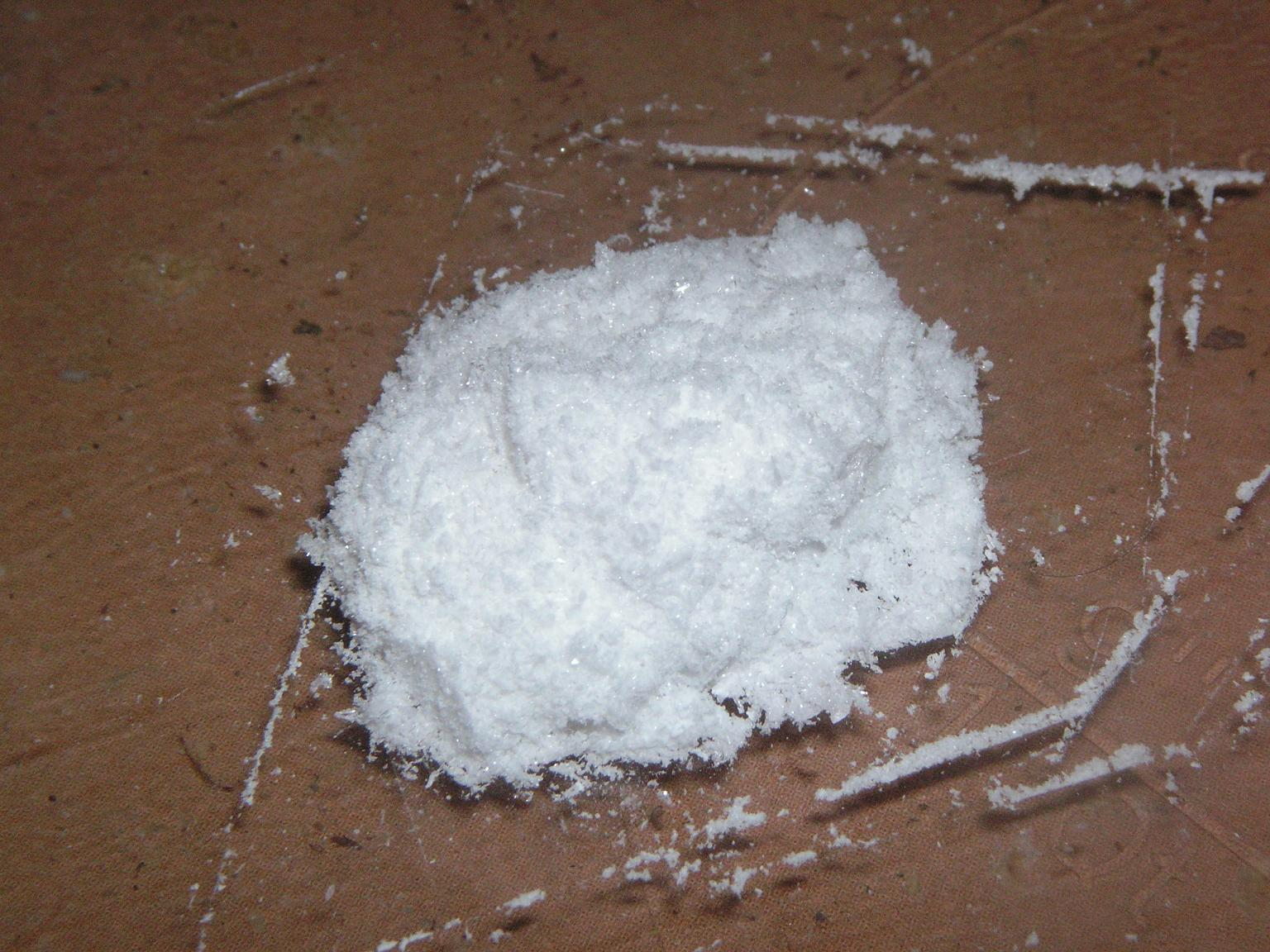
Poudre de kétamine
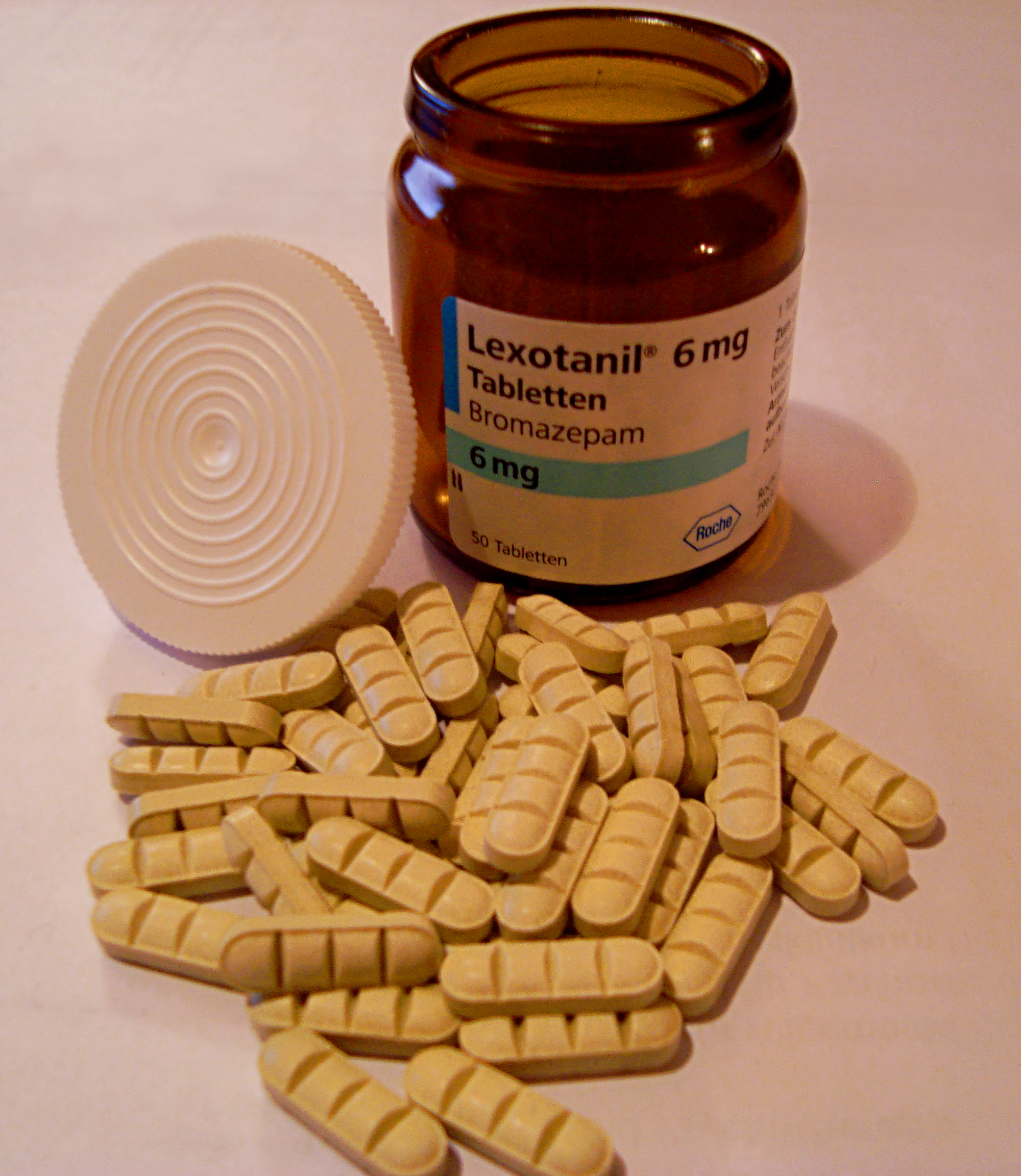
Bromazépam, un anxiolytique de type benzodiazépine

## Cinéma
Les films mettant en scène de la drogue, c'est-à-dire aussi bien sa consommation que son trafic, sont présents sur le grand écran dès le début du cinéma. Ainsi les films promeuvent-ils tout d'abord une vision moralisatrice condamnant leur usage avant d'adopter à partir des années 1970 une approche contre culturelle.

### Filmographie
My Beautiful Boy ou Un garçon magnifique au Québec (Beautiful Boy) est un drame biographique américain coécrit et réalisé par Felix Van Groeningen, sorti en 2018. Il s’agit de l’adaptation des mémoires Beautiful Boy: A Father's Journey Through His Son's Addiction de David Sheff et Tweak: Growing Up on Methamphetamines de Nic Sheff[réf. à confirmer].